# キッス
キッス（KISS）は、アメリカ合衆国のハードロック・バンド。アメリカンハードロック草創期から活動する、同東海岸を代表する世界的グループとして知られる。早くからロック界にフェイスペイントを取り入れ、世界観をギミックしたメディアフランチャイズ（マーチャンダイズ）を展開するなど、版権ビジネスモデルの先駆けともなった。2014年『ロックの殿堂』入り。

## 概要
1973年1月にアメリカで結成されたロックバンドで、白塗りの化粧（フェイスペイント）と奇抜な衣装でストレートなロックンロール、ハードロックを演奏する。巨大なロゴを中心にした大規模なステージセットで、当初より炎やパイロテクニクスを多用している。彼らのファンは、キッスアーミー（KISSARMY）と呼ばれる。
キャッチフレーズは、「You Wanted the Best!? You Got the Best! The Hottest Band in the World, KISS!!（最高を求めていただろう!? お前は手に入れた! 世界一熱いバンド、キッス!!）」であり、1975年のライヴから現在にかけて、オープニングアナウンスとして使用されている。
シングル、アルバムの売り上げは1億1000万枚にのぼる。

## 来歴

### ウィキッド・レスター時代（1970年 - 1972年）
1970年、ニューヨーク、ミュージシャンとして契約を目指すジーン・シモンズの元に旧知のポール・スタンレーが加わって「ウィキッド・レスター（英語: WICKED LESTER）」という5人組ロックバンドが誕生する。バンドはデビューを目指していたが、結局ウィキッド・レスター名義のライヴは2回しか行われなかった。
1972年にアルバムを1枚製作するも、契約する予定だった「エピック・レコード」に拒否され、お蔵入りとなる。バンドを脱退するメンバーも現れ、そのままの形でウィキッド・レスターを継続することが困難となる。
新しいバンドでよりストレートなハードロックへの路線変更を決意したシモンズとスタンレーは自らバンドを脱退、ローリング・ストーン誌に告知を出していたドラマーのピーター・クリスに連絡し、クリスが加入。しばらく3人でひたすら練習していたが、この頃から他のバンドとの差別化を図るために顔にメイクをしてみたりするようになる。

### キッスへ改名 - メジャーデビュー（1973年 - 1974年）

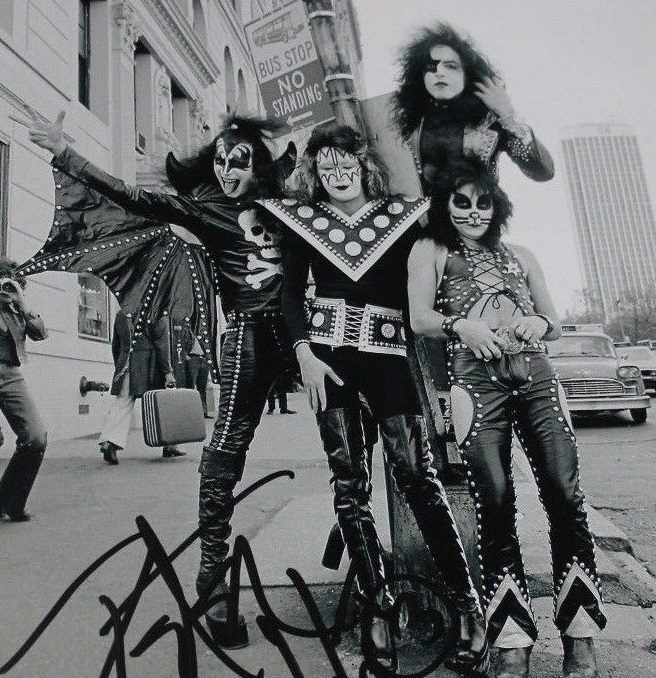
1974年のグループショット

シモンズとスタンレーの2人は、サウンド面を強化するためギタリスト募集のオーディションを行い、リードギタリストとしてエース・フレーリーが加入。1973年にスタンレーの発案によりバンド名を「キッス」に改名した。クリスが以前在籍していたバンド「リップス」からヒントを得たと言われている。現在に至る有名なバンドロゴはフレーリーがデザインし、スタンレーが手直しをして完成した。
1973年1月30日にキッスとして初めてのコンサートを行う。当初はただの白塗りだったメイクも、次第に現在の形に近づいていった。この年、レコード契約をつかむために懸命に活動しながら、その一環として伝手のあったエディ・クレイマープロデュースの元、デモ数曲をレコーディングする。努力が実り、バンドはTVプロデューサーをしていたビル・オーコインの目に止まり、マネージャーとして迎えた。オーコインの働きにより、メジャーデビュー契約先はワーナー・ブラザース傘下で当時無名の新会社だったカサブランカ・レコードに決定、意気込んでレコーディング作業が行われる。シモンズは、とあるサーカス団員から火吹きを教わり、コンサートにおけるパフォーマンスとして取り入れたが、同年の年末コンサートにて火吹きを失敗し、自らの髪を燃やしてしまい、新聞で「ベーシストは頭に火をつけて演奏」と報じられた。
1974年、アルバム『キッス・ファースト 地獄からの使者』でレコードデビュー。強烈なインパクトを与えるメンバー写真のジャケットこそ注目を受けたが、当初の人気は奮わなかった。キッスとして初のツアーを開始し、初めていくつかのTVに出演、あるライヴ番組ではシモンズの火吹きの他に、クリスはドラムセットを破壊・投げ落とし、スタンレーは現在も行われているギターを地面に叩き付け破壊する強烈なパフォーマンスを披露した。しかし同年発表された2作目のアルバム『地獄のさけび』も、鳴かず飛ばずの結果だった。

### 大ブレイクと黄金期（1975年 - 1979年）

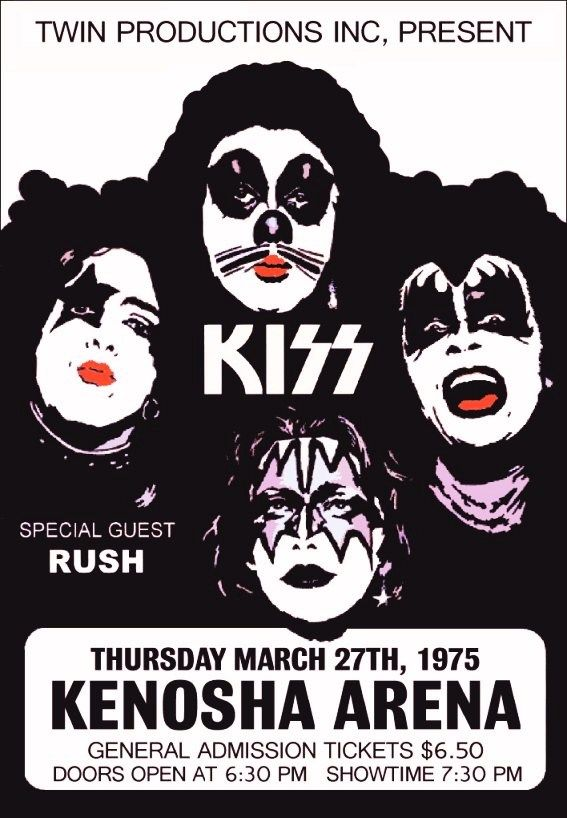
アリーナギグの告知ポスター (1975年)

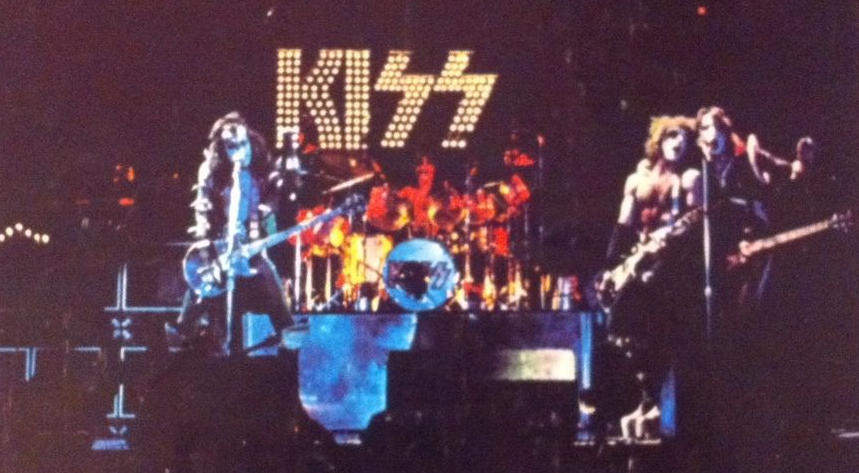
1975年のステージ

レコードセールスは思ったように伸びず悩んだキッスであるが、ライヴでは徐々に力を付け始め、1975年発売のアルバム『地獄への接吻』発表に合わせて大型ツアーであるDRESSED TO KILL TOURを行う。デトロイトのラジオ放送局は、アルバム収録の「激しい愛を」をシングルカットされていないにもかかわらず連日かけまくり当地での人気が爆発する。当時、小さな田舎町をツアーで回っていたメンバーは、デトロイトでの人気を知るや、それ以降のツアーを全てキャンセル、当地での単独コンサートを行うことを決定する。
そしてデトロイト・コボホールにおけるコンサートを収録したライヴアルバム『地獄の狂獣 キッス・ライヴ』が、2枚組というハンディがありながら全米チャート9位に入るヒットを記録し、一躍人気バンドとなる。日本では、これまでのオリジナルアルバムを一斉発売し、主要マーケットの一つとなった。
翌1976年、ボブ・エズリンをプロデューサーに迎えて制作した『地獄の軍団』をリリース。同アルバムからのシングル『ベス』が大ヒット(全米7位)する。初の世界ツアーでもあるDESTROYER TOURは、前年のツアーをも凌駕する観客動員数を記録した。
同年、アルバム『地獄のロックファイアー』発売。同アルバムからのシングル「ハード・ラック・ウーマン」がヒットする。かつて、ボブ・シーガーの前座を担当していたキッスが立場を逆転し、ボブ・シーガーがキッスの前座をするという現象まで発生した。

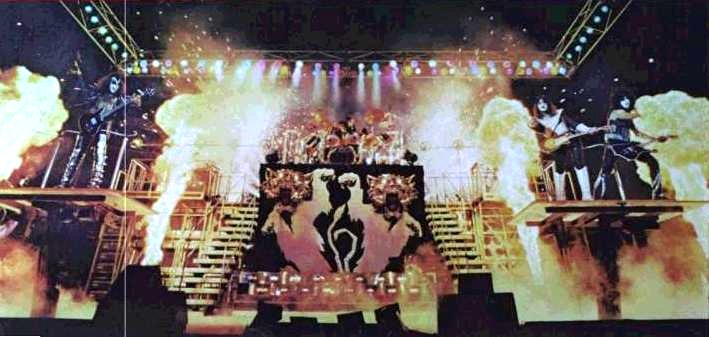
1977年のステージ

1977年、SNEAK ATTACK TOURと銘打った初来日ツアーを敢行。大阪厚生年金会館、日本武道館などを超満員にする初来日時のツアー・パンフレットには、演奏される曲目があらかじめ印刷されており、アンコールも含めて綿密に計算されたパッケージ・ショウであることがわかる。4月2日の日本武道館公演ではNHKによるビデオ撮影が行われ、後に「ヤング・ミュージック・ショウ」で放映され、社会的大人気を獲得した。
同年、アルバム『ラヴ・ガン』、『アライヴII』（1977年のライヴと5曲のスタジオ新録曲を収録）発売。『ラヴ・ガン』は予約で100万枚を突破し、オリジナルメンバーによる作品歴代最大の売上を記録する。『アライヴ2』からのシングルカットは、フレーリーが歌う「ロケット・ライド」がヒット。この頃になるとキッスは全米を代表するバンドとなり、彼らの血液を赤インクに混ぜたものを使用したコミックまで発行された。
日本においては1970年代後半を代表するバンドとしてエアロスミス、クイーン、エンジェルと共に「ミュージック・ライフ」誌などで特集が組まれ、大人気であったが、このころからバンド内部の衝突も起こりはじめた。
バンドのフロントマンであり「デトロイト・ロック・シティ」「ラヴ・ガン」など数々の代表曲を作り歌うポール・スタンレー、火吹きや吐血などの視覚効果で世間の認知度が一番高かったもう一人のフロントマンであるジーン・シモンズ、「ベス」や「ハード・ラック・ウーマン」といった大ヒット曲を歌ったピーター・クリス（Black Diamondもヒットといえばヒットである。）、独特のギタープレイと雰囲気で人気を集めたエース・フレーリーの4人とも、自分こそがバンドを成功へ導いたと主張し合っていたという(それでもシモンズ＆スタンレー、クリス＆フレーリーのグループに別れるのが常だった)。
特にバンドに意見を反映しにくくなっていったクリスとフレーリーのフラストレーションとエゴは酷く、成功により大金を手にした彼らはしだいに酒やドラッグに溺れていく（結果として、後にふたりはグループを脱退する）。

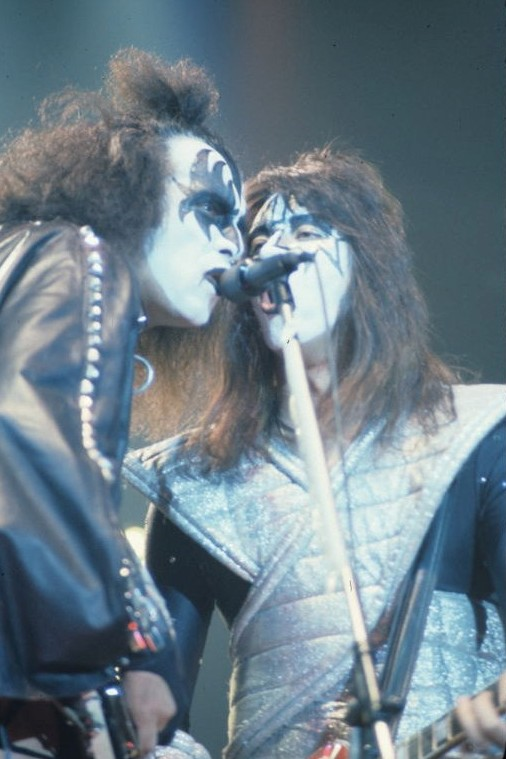
アライヴIIライブツアー（1978年）

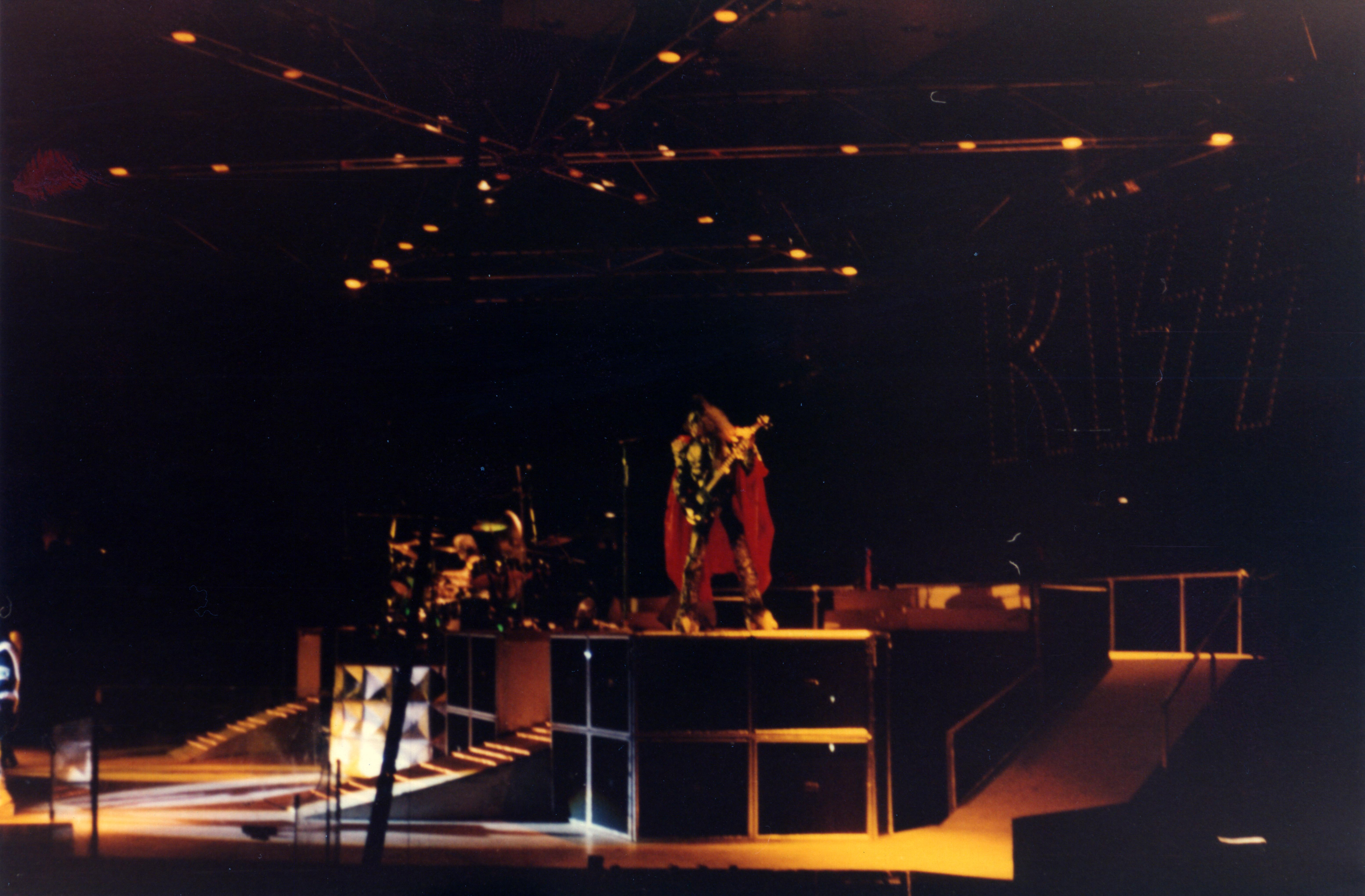
1979年のライブ

1978年春、2度目の日本ツアーを行うが、楽屋では物を投げ合い、つかみ合いの喧嘩が行われたという。このときバンドの人間関係は最悪な状態になっていた。
行き詰まったバンド内の人間関係を修復し現状を打破すべく、またソロ活動を望むフレーリーのためにも、各メンバーがそれぞれソロアルバムの制作を発表。グループは人気絶頂でありながら当分のライブ活動休止を宣言する（既に1978年初頭にはソロアルバムのレコーディングを行っており、来日時にもスタジオを借りてレコーディングしていた）。スタンレーは後に、「ここでソロアルバムを発表して落ち着かなければキッスは確実に解散していた」と回顧している。
1978年9月、各メンバーのソロアルバムが同時リリース。フレーリーのソロアルバムに収録された「ニューヨーク・グルーヴ」（ラス・バラードの曲のカヴァー）がヒット。ソロ・アルバムで自信をつけたフレーリーは、さらにグループからの独立を志向し始める。
同年、リミックスを施した初のベストアルバムである、『ダブル・プラチナム』発売。
この頃には、単にレコード制作、ライヴに止まらず、NBCによる映画『地獄の復活』の制作、MEGO社から彼らの人形が発売、遊園地「KISS WORLD」の建設構想など次々バンド活動以外の企画が打ち出され、ハードロック・バンドというよりは、次第にファミリー向けキャラクター商品の素材と化していった。
1979年、グループとしては2年ぶりのオリジナルアルバム『地獄からの脱出』発売。ソロアルバムの延長のような作品で、スタジオでメンバー全員が顔を合わせることは無かった。スタンレーがデズモンド・チャイルドを見出し共作したシングル「ラヴィン・ユー・ベイビー」は、2人が当時のマシンミュージック全盛のディスコ・ブームに一石を投じようと意気投合して作ったディスコ調ロックで、同ナンバーは世界中で大ヒットを記録した。しかし合わせて行われたDYNASTY TOURの観客動員は伸び悩み、やがてキッスは混乱と低迷の時代を迎える。

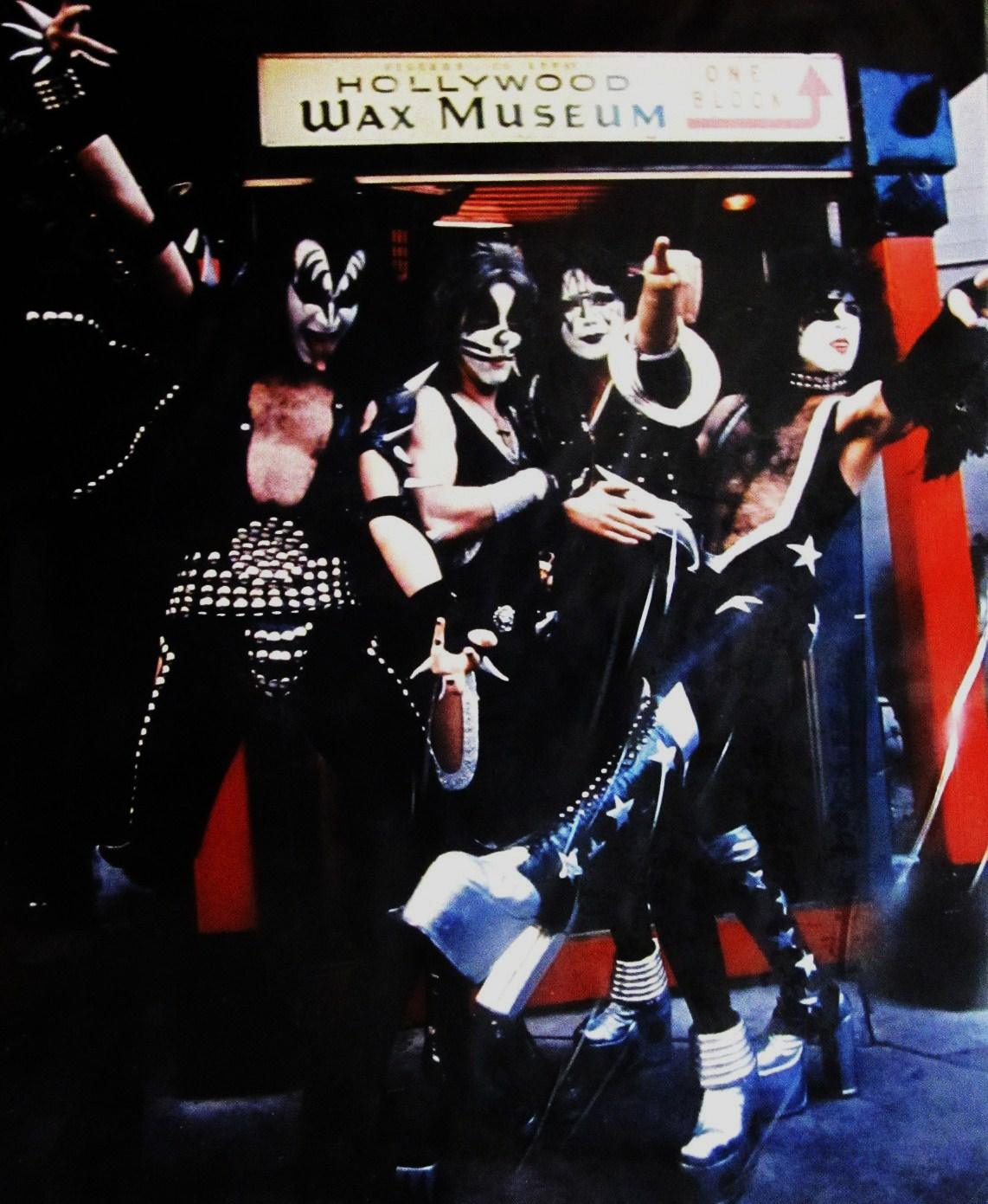
1975年
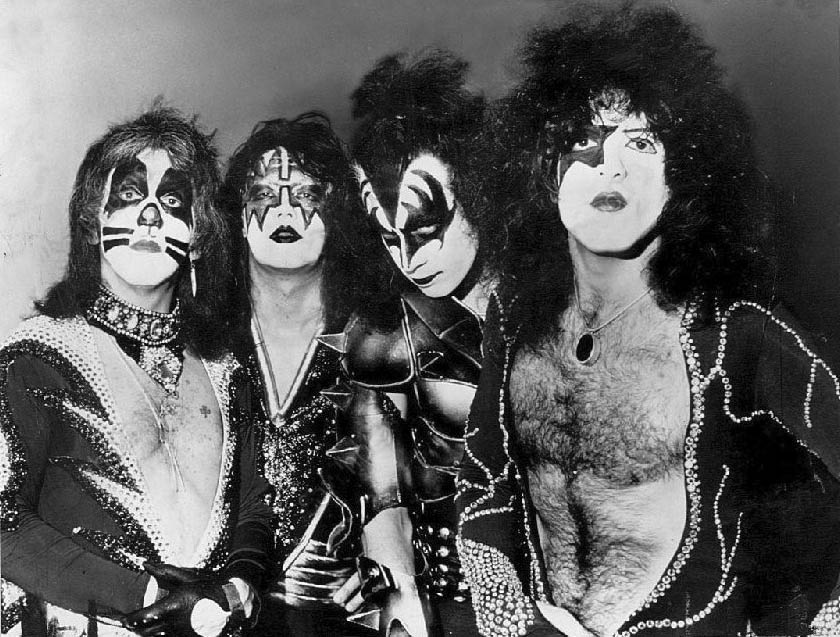
1976年
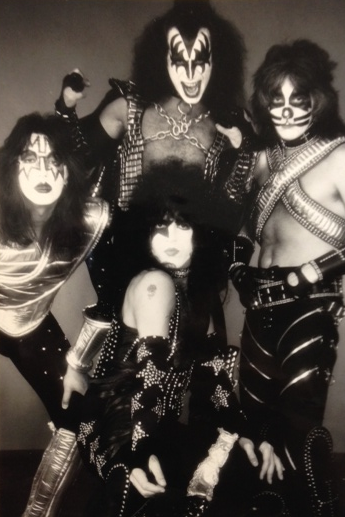
1977年

### バンド再編〜ノーメイク時代 - 第二黄金期（1980年 - 1990年）
1980年、薬物依存や人間関係・体力的な問題などにより、バンド継続が不可能であると判断したシモンズ・スタンレー・フレーリーの3人とマネージメントは、クリスの解雇を決定。その直後に、アルバム『仮面の正体』製作開始（同アルバム収録曲「シャンディ」のPVにはクリスは出演）。なお、このアルバムとDynastyでクリスの代わりにドラムを叩いたのはアントン・フィグである。
クリスの脱退は契約上の問題からアルバム発売1週間後に報じられた。前作同様ポップスへの傾向を強めたアルバム自体の評価も芳しくなく、KISSの人気は急激に下降し、グループは低迷期に突入。暫くは3人だけで活動していたが、オーディションにより、後任の2代目ドラマーとしてエリック・カーが加入する。
アメリカ本国でのUNMASKED TOURは以前ほどの勢いは見られず失敗。主要マーケットであるアメリカと日本での人気は完全に下火へ向かっていた。しかし逆に、オーストラリア、ブラジル、ヨーロッパなどでは大ヒットを記録し、この時のオーストラリア＆ニュージーランドツアーは彼らの史上最も華々しいツアーと言われるほど大成功した。この時期のオーストラリアでの大ブームの影響か、現在でもオーストラリアツアーでは必ず「シャンディ」が演奏されている。またこの時期、ソロの成功で自信をつけていたフレーリーのリードボーカル曲を増やすなど彼を前面に押し出し、親しかったクリスを失い、ソロ志向の強まる一方だったフレーリーをバンドに繋ぎ止めようとしていた形跡が見られる。
翌1981年、ニュー・アルバムの制作を開始。当初はこれまでよりもハードなロック・アルバムの予定であったが、制作途中からマネージャーの意向により路線を変更。シモンズが以前から温めていた構想を基に、グループの歴史上唯一のコンセプトアルバム『〜エルダー〜 魔界大決戦』を完成しリリースする。
この作品は、元々『The Elder』というジーン原案の映画のために楽曲を書き下ろしていたが、曲が完成した直後に映画が制作中止となり、曲を無駄にしたくないマネージャーとシモンズが映画の本来のストーリーに沿ったコンセプト・アルバムにしたというもの（他の3人はまったく乗り気では無く、リリースに反対したがシモンズに押し切られる形で発売が決まった）。内容自体は意欲的なもので、これまでになかった叙事詩風のプログレッシブ・ロックを展開したが、中途半端なイメージの変化で売り上げは歴代最低を記録することになる。バンド自体も後のインタビューで「あの作品は失敗だった」と語っている。
ストレートなロック志向のフレーリーはバンドに興味を失うようになり、新メンバーのカーもこのアルバムの方向性に疑問を呈したという。本作に伴うツアーは行われなかった。この頃、バンド内のパワーバランスは完全にシモンズ・スタンレー組VSフレーリーになっており、フレーリーの意見は取り上げられることが少なくなっていた。
1982年、ハード＆ヘヴィへの原点回帰を打ち出したアルバム『暗黒の神話』発売。このアルバムのジャケット写真と収録曲の「勇士の叫び」のPV、同年発売の日本とオーストラリア限定ベスト盤『キッス・キラーズ』にはフレーリーの姿はあるが、バンドに興味が持てなくなった彼はレコーディングには一切関わっていない（飲酒と薬物の影響によるとも）。フレーリーはジャケット写真の撮影とTV出演の直後に脱退していた（契約の関係でしばらく伏せられていた）。
共作者兼レコーディング・ギタリストとして起用したミュージシャンの一人であるヴィンセント・クサノ（後のヴィニー・ヴィンセント）が大半の曲でリードギターを担当しているため、歴代アルバムの中でもヘヴィ・メタル色の強いアルバムとなった。ヴィンセントの腕はメンバーに認められてはいたが、彼は正式メンバーではなく、あくまでもフレーリーの代役としてツアーに参加。本作での作詞作曲や演奏では貢献度が高かったヴィニーだが、加入後の彼の態度はこの後シモンズとスタンレーを大いに悩ませることとなる。アルバム自体は現在では良作とされているが、宣伝効果も虚しく当時の売り上げは非常に低かった。
なお米盤の『暗黒の神話』は1985年に再発されたものから素顔をフィーチャーしたものにジャケットが差し替えられた（ブルース・キューリックが写っているが、無論本作には一切関わっていない。曲順の変更、リミックスがされている）。また、この頃からライヴ演奏のテンポが速くなり、楽曲のキーが半音上がる。（これまではレギュラーチューニングから半音下げで演奏。）
翌1983年、エース・フレーリーの脱退が公式に報じられた。だがツアー契約があったために急遽ギタリストが必要になり、ヴィニー・ヴィンセントが2代目リードギタリストとして加入。アメリカ本国や日本での人気が低迷していた中、反対に人気が最絶頂だったブラジルのリオ公演で過去最大の13万人を動員した。

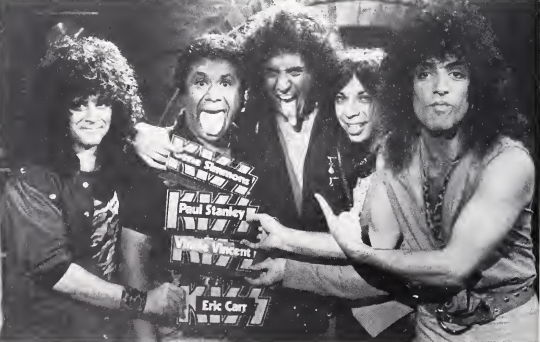
ノーメイク時代『地獄の回想』期（1983）

ここでスタンレーとシモンズは、これまで秘密として隠し通してきた素顔を見せることを決心し、アルバム『地獄の回想』のジャケットで素顔を公開した。前作『暗黒の神話』のヘヴィな路線を継承しつつ、よりシャープな演奏を披露したアルバムの内容や、素顔公表による話題、当時爆発直前であった世界的なヘヴィ・メタルブーム（LAメタル含む）により、バンドは再び上昇気流に乗り始めた。しかしシモンズとスタンレーは、協調性がなく自己顕示欲の強いヴィンセントを解雇することを決定（後任が決まらず、ツアーのキャンセルもできなかったため、ツアー終了まではグループに同行）。

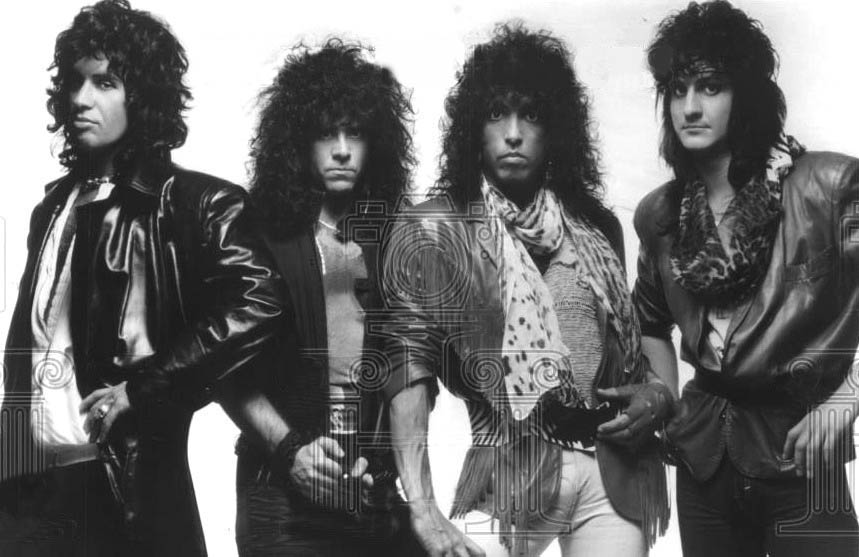
ノーメイク時代『アニマライズ』期（1984）

ツアー終了後の1984年、ヴィニー・ヴィンセントが解雇される。そこで、スタンレーのレコード会社の知人からの紹介で「マーク・セント・ジョン」を3代目リードギタリストとして急遽加入させ、アルバム『アニマライズ』を完成させる。アルバムは100万枚の売り上げを記録し、80年代最大のヒットとなった。しかし、ジョンはAnimalize Tour直前のリハーサル中に難病による関節炎を発症しプレイが困難になったため、代役として後に4代目リードギタリストとなるブルース・キューリックが起用される。
12月8日には、かつて『地獄の狂獣 キッス・ライヴ』をレコーディングしたデトロイト・コボ・ホールでライヴ撮影を行い、TVやラジオで放送した後、『アニマライズ・ライヴ』というタイトルでライヴビデオをリリース。このライヴでもブルース・キューリックがプレイしており、ツアーの初日からステージに上がれなかったマーク・セント・ジョンは3公演のみ参加（うち1公演では、スタンレー、キューリック、ジョンのトリプルギター編成で演奏している）。結局、マーク・セント・ジョンは加入からわずか8カ月で脱退する（前述のライヴビデオの撮影日に、事実上脱退していた）。
1985年、ブルース・キューリックが正式加入し、アルバム『アサイラム』発売。そして、1980年代はこのメンバーで定着した。

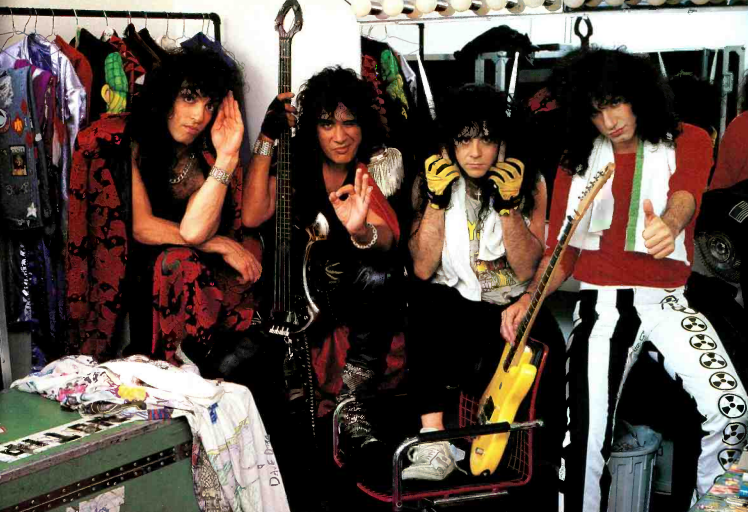
ノーメイク時代『クレイジー・ナイト』期（1988）

1987年、ハートなどを手掛けたロン・ネヴィソンをプロデュースに迎え、メタル色を若干薄めてシンセサイザーを導入した作品『クレイジー・ナイト』発売。大ヒットしてプラチナム・アルバムを記録、イギリスではチャート4位になったが、プリプロではもう少しハードな音だったらしく、メンバーはあまり音の仕上がりには満足していない。
翌1988年、4月に10年振りとなる来日公演を果たし、5月に日本限定の来日記念ベスト盤『パワー』が発売された。また11月には、カーのボーカルで録り直した1976年の大ヒット曲「ベス」と新曲を2曲収めたベストアルバム 『グレイテスト・キッス』発売。
1989年、原点回帰を目標にしたストレートなロックンロール・アルバム『ホット・イン・ザ・シェイド』発売。スタンレーがマイケル・ボルトンと共作した「Forever」は全米8位を記録する大ヒットバラードとなった（これは「ベス」以来初のTOP10シングル）。また、この頃から楽曲のキーが元に戻る。
しかしツアー観客動員数は若干減り、盛り返した人気は一段落する。その一方、カーは心臓血管に悪性腫瘍が見つかり入院してしまう。

### エリック・カーの死と音楽シーンへの“逆襲”（1991年 - 1994年）
カーの容態は一時回復に向かったため、キアヌ・リーブス主演の映画「ビルとテッドの地獄旅行」に提供した「ゴッド・ゲイヴ・ロックンロール・トゥ・ユー」（アージェントのカヴァー曲）のバッキングヴォーカルとPV撮影に参加したが、1991年11月、手術の甲斐もむなしく他界する（41歳没）。
カーの死を悼みながらもバンドはその死を乗り越え、カーが入院中、代理ドラマーであったエリック・シンガー（元ブラック・サバスやバッドランズのドラマーであり、1989年スタンレーのソロライヴ・ツアーメンバーでもあった）を3代目ドラマーとして正式に迎え入れる。
1991年12月、当時の音楽シーンや善良なカーの命を奪った運命への「逆襲」の意を込めて、元メンバーのヴィニー・ヴィンセントとの共作を含むアルバム『リヴェンジ』の制作を開始。『リヴェンジ』は翌1992年3月に完成し、5月19日にリリース。アルバムとしては『地獄からの脱出』以来実に13年ぶりに全米ビルボードTop200のトップ10入りを果たした。
1993年、バンドとして安定して演奏レベルの高かったREVENGE TOURのライヴを収録した『アライヴ3』発売。
1994年、KISS MY ASS TOURを行う。それと同時に、トリビュート・アルバム『キッス・マイ・アス』が発表される。このアルバムには、エクストリームやYOSHIKIなどが参加している。

### リユニオン〜オリジナルメンバー再集結（1995年 - 1999年）

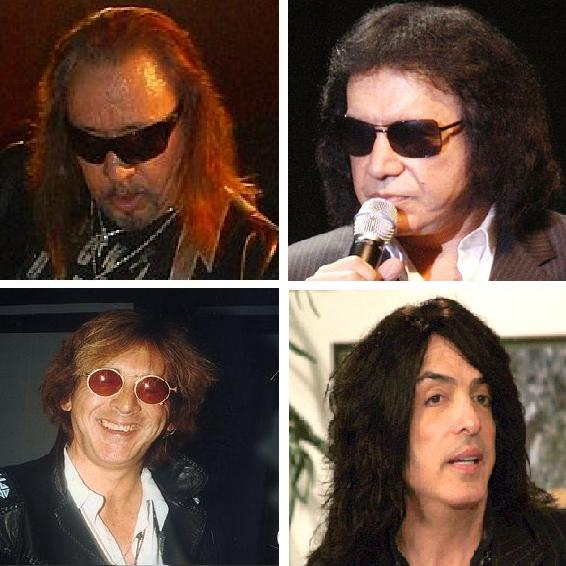
オリジナルラインナップ - 左上エース、右上ジーン、左下クリス、右下ポール

1995年1月、シモンズ、スタンレー、キューリック、シンガーによる来日公演が行われた。ツアー初日の大阪公演は、阪神大震災の一週間後であり、被災者に配慮して炎の使用を控えた他、武道館公演でリハーサルを録音し、ダイヤルQ2による被災地支援チャリティを行った。
この年2月から、KISS Conventionというイベントを行い、ファンと直に触れ合う機会を持ったシモンズとスタンレーは、1970年代以来のファンから「オリジナルメンバーの再結成はないのか」と問われるようになる。だが二人は以前からそうした話題が起きる都度否定し、またテレビ局から100万ドルのギャラを提示されて、オリジナルメンバーでの出演をオファーされるも即座に断ったりしており、オリジナルメンバーでの再結成はないと思われていた。
しかし、KISS Conventionの小規模なアコースティック・ライヴにピーター・クリスが飛び入りして「ハードラック・ウーマン」を歌い、それがきっかけで8月に行われた「MTVアンプラグド」でエース・フレーリー、ピーター・クリスを含めたラインナップで演奏したことで、ついにオリジナルメンバーでの再結成へと至る（再結成についてはスタンレーが強く希望し、反対するシモンズを説き伏せて実現した）。
11月、ニルヴァーナに代表されるグランジ・ロックブームを意識した『カーニヴァル・オブ・ソウルズ』の制作を開始。しかし再結成の動きが進行中であり、再結成決定によりブルースとシンガーは脱退という事態になり、完成した『カーニヴァル・オブ・ソウルズ』は発売の機を逸してしまうこととなった。
1996年、3月、MTVアンプラグド・ライヴの模様を収めたライヴアルバムとライヴビデオ『停電 (地獄の再会) 〜 Kiss アンプラグド』を発売。
6月、シモンズ、スタンレー、フレーリー、クリスのラインナップで13年振りにメイクを施して行う大規模なリユニオン・ワールド・ツアー「ALIVE/WORLD WIDE 96-97」がスタート。

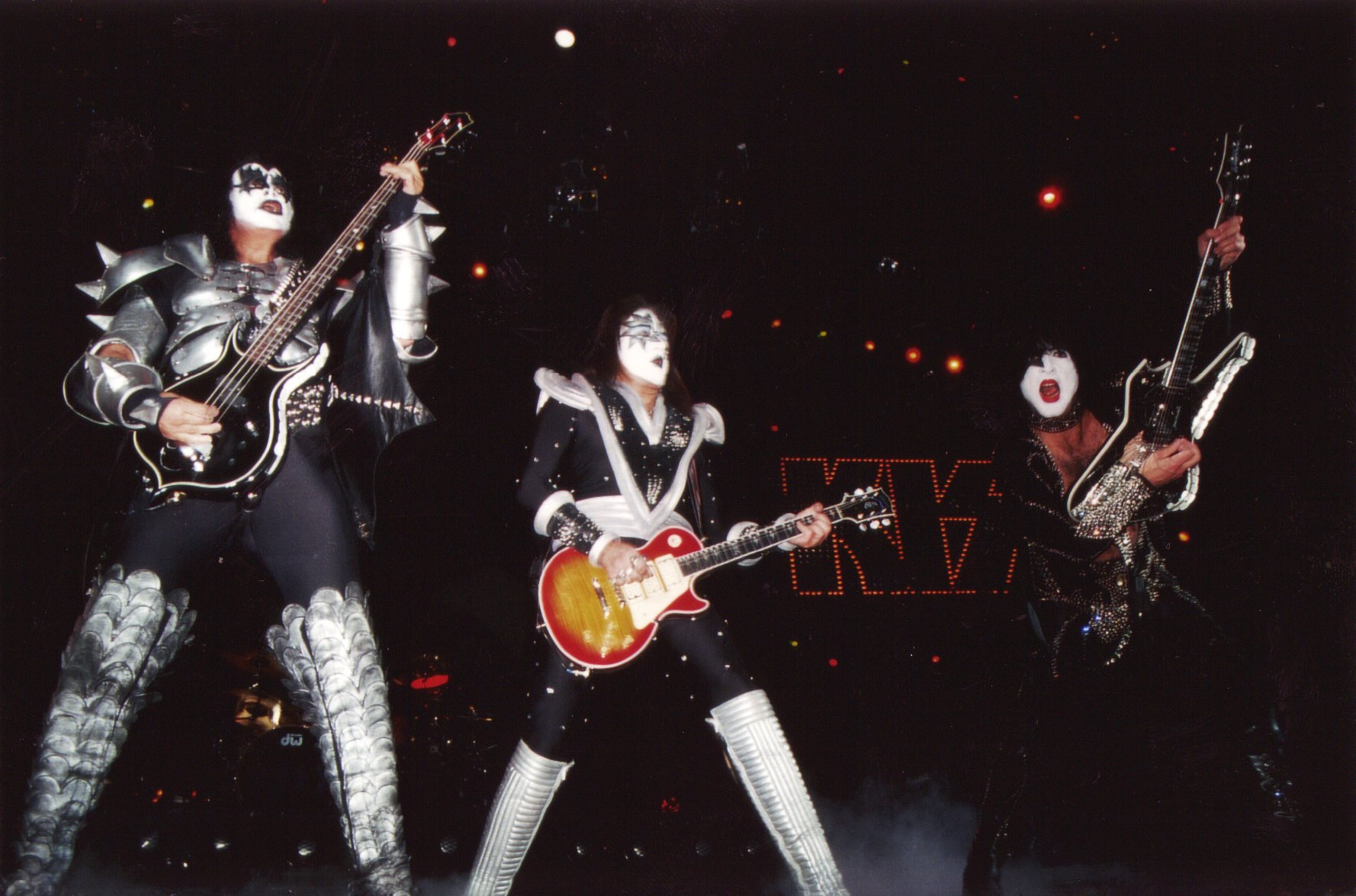
オリジナルラインナップ・ライブ（1999年）

1997年にはオリジナルメンバーとしては19年振りとなる来日公演も実現した。クリスのドラミングには全盛期のキレはなく、フレーリーの動きも鈍くなってしまっていたが、オリジナルメンバーが再集結し、メイクを施して行ったツアーは世間に大熱狂と共に受け入れられ、大成功のうちに終了した（しかし、大阪公演ではシモンズが風邪で喉を痛めてしまい、彼のボーカル曲のほぼ全てがセットリストから外されるというハプニングも勃発した）。1980 - 1990年代のステージでは、テンポを上げてスピーディな演奏を繰り広げていたが、この再結成以降は演奏のテンポをオリジナルのものに戻している。
1997年10月28日、当時出回っていた海賊版対策として、お蔵入りとなっていた『カーニヴァル・オブ・ソウルズ』がリリースされる。
しかし、内容はどの楽曲もポール及びジーンの歌声がなければKISSと判別出来ないほど、徹頭徹尾グランジに阿った代物で、オリジナルメンバーが大盛況のツアーを行っている状況でこのアルバムが売れる要素はなく、注目されることは無かった。無論ツアーでは2020年現在、本作から1曲たりとも一度も演奏されたことはなく、ほぼ本作は存在しなかったことになっている。
ALIVE/WORLD WIDE 96-97の終了後、仕切り直しとしてLOST CITIES TOURを開始（前回のツアーで行けなかった土地だけのツアー）。コロンバス公演のリハーサル中、クリスがたびたび訴えていた腕の不調が最悪の状態になり、ドクターストップを宣告される。この日のライヴは、エディー・キャノンというドラマーが一夜限りの代役（CATMANのメイクも施した）を務めた。
オリジナルメンバーでのアルバム発売が望まれる中、1998年9月22日に『サイコ・サーカス』発売。全米初登場3位にランクインした。そして、同アルバム名を掲げたPSYCHO CIRCUS TOURは無事成功を収めた（しかしスタンレーによるとオリジナルメンバーでのレコーディングは大変に困難な状況であり、その精神的苦痛から2009年になるまでKISSとして新作を作ることはなかった）。

### オリジナル・ラインナップ崩壊（2000年 - 2004年）
21世紀突入直前の2000年、キッスは解散を宣言。解散ツアー・THE FAREWELL TOUR 2000-2001を開始したが、ツアーが中盤に差し掛かった10月にクリスが再び脱退、やむなくツアーは中断となった。そんなある日、スタンレーが車を車検に出した時に従業員が「30周年ツアーはするのか？」と聞いてきたことがきっかけとなり、グループは解散宣言を撤回、永久活動を宣言する。そして脱退したクリスの後任には元メンバーのエリック・シンガーがCATMANメイクで復帰した。
2001年3月、シモンズ、スタンレー、フレーリー、シンガーというメンバーでTHE FAREWELL TOUR来日公演を行う。
11月、貴重なデモやライヴ音源を含めた500セット限定の豪華ボックスセット『地獄のギター・ケース』発売。ウィキッド・レスター時代の曲やお蔵入りデモ、キッス名義での初ライブ（未発表曲である「アクロバット」のみの収録）、その他デモやアルバム未収録曲が多数収録されており、マニア感涙のコレクターズアイテムとなった。同時に廉価版である「地獄のシガー・ボックス」も5,000セット限定で発売。
2002年、ソルトレイクシティ・オリンピックの閉会式にて、「ロックンロール・オールナイト」を演奏。
このステージを最後に、契約の切れたフレーリーが再び脱退する。フレーリーはソロ活動に集中するため再契約に応じなかった。
元ブラック・アンド・ブルーのトミー・セイヤー（1989年頃から、KISSの裏方や共作者・ツアーマネージャーとして行動を共にし、アルバム『ホット・イン・ザ・シェイド』の制作と『サイコ・サーカス』のレコーディングにも参加）がフレーリーの代役を務め、そのまま5代目リードギタリストに抜擢された。セイヤーはキッスのトリビュートバンドCOLD GINにいた経験もあり、オリジナルメンバー再結成の際には、自らの初期のギターフレーズを忘れていたフレーリーにフレーズのレクチャーをしたり、ツアー中もフレーリーが不調の時にギターを弾けなくなったらすぐに代役が務められるよう、メイク姿で舞台袖で待機していたという。
同時期にピーター・クリスが再び復帰し、エリック・シンガーは2度目の脱退をすることになる。
2003年、世界ツアー・WORLD DOMINATION TOURを行う。ツアーの前半はRCKSIMUS MAXIMS TOURというツアー名でエアロスミスと対バンという豪華なものであった。
2月のメルボルン公演ではクラシック・オーケストラと共演し、キッス・シンフォニーと銘打って生のシンフォニック・ハードロック・ライヴを見せた。この模様は『アライヴ4 〜地獄の交響曲〜』というタイトルでCDとDVDに収められる。
3月にはシモンズ、スタンレー、クリス、セイヤーというラインナップで来日公演を行った。日本ではALIVE IN JAPAN 2003と銘打たれていた。
この年の10月16日には、ロサンゼルスのクラブで発砲事件が発生。偶然居合わせた元メンバーのブルース・キューリックが脚を撃たれ、頭部にも掠り傷を負ってしまう。幸いにも命に別状はなかった。
翌2004年、ピーター・クリスが3度目の脱退。

### 再びポール&ジーン体制へ（2004年 - 2017年）

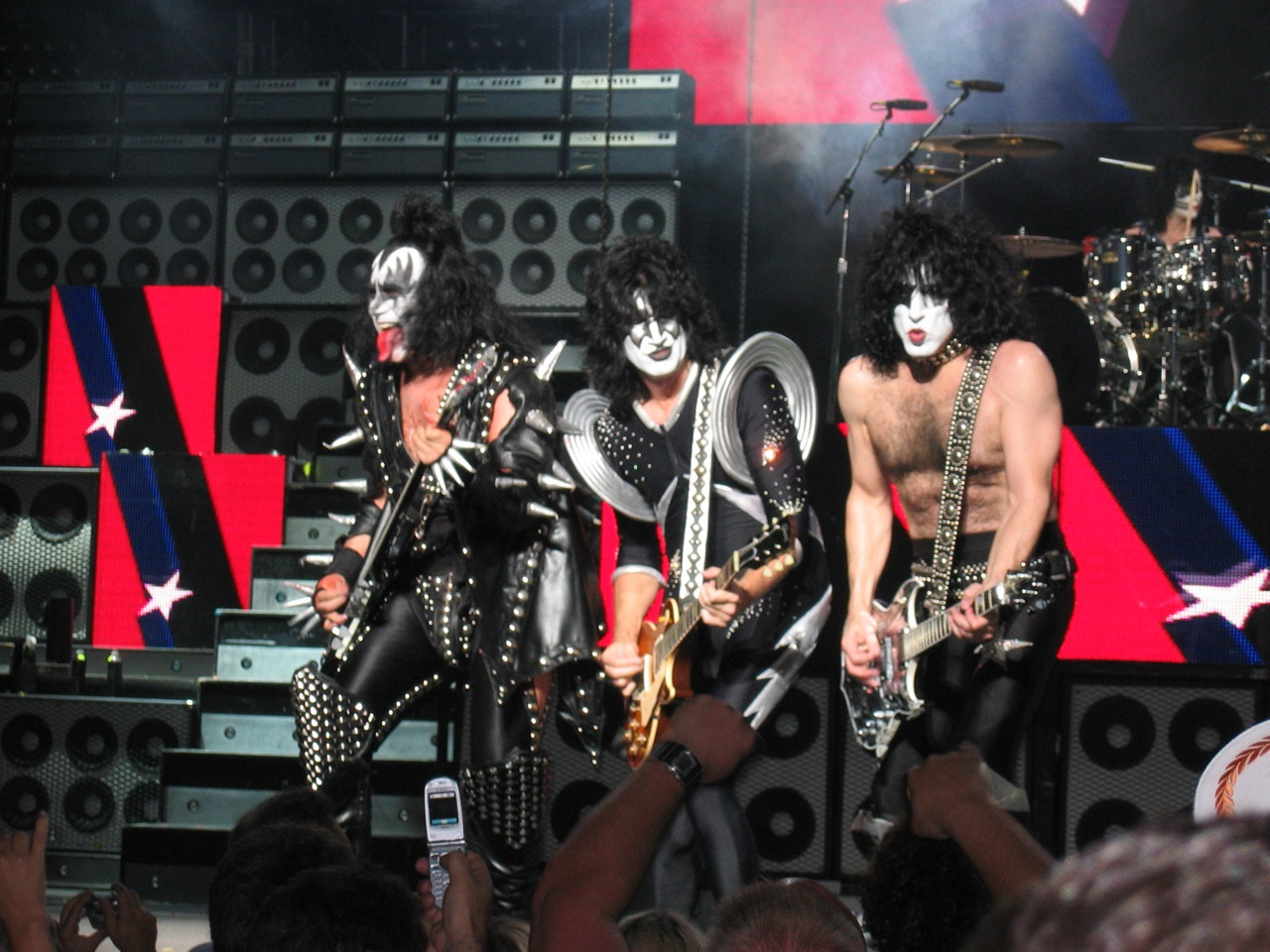
ボストン公演（2004年）

2004年、ピーターに代わりエリック・シンガーが3度目の復帰（この後はシンガーで固定する）。世界ツアー・ROCK THE NATION TOURを行い、ワシントンD.C.公演とLAフォーラム公演を収録したライヴDVD『地獄の狂宴 〜ロック・ザ・ネイション・ライヴ!』発売。このツアーでは「彼女」や「すべての愛を」（どちらも『地獄への接吻』収録曲）など、演奏されなくなって久しい曲を久しぶりにステージで披露した。メルボルン公演では前年同様キッス・シンフォニーを披露、この公演ではメイク復活後にセットリストから外された「真夜中の使者」と、これまで一度も演奏していない「ステイト・オブ・ロックンロール」を披露した。
2006年、クリーブランドのロックの殿堂博物館前で、ファン200人によるキッスのロック殿堂入りを要求するデモが行われた。十分な資格と功績のあるキッスが殿堂に招かれなかったことに対し、ボードを掲げて30分の抗議活動を行った（殿堂博物館によれば、こうしたデモは初めてのことだという）。なお、キッスは何度もノミネートされているにもかかわらず、ラッシュ（2013年に殿堂入り）などと共にロックの殿堂入りを果たしていないことを最も疑問視されていたアーティストの1つであり、ニュースサイト・「Oh No They Didn't」では「ロックの殿堂入りしていない偉大なバンドTop10」で第2位に選ばれていたが、2014年に殿堂入りした。
同年7月23日、日本独占ツアー・RISING SUN TOUR最終公演の2日間に、ウドー・ミュージック・フェスティバルに出演。しかし、ツアー最終日であるフジ・スピードウェイ公演での集客数は、これまでの来日公演を大きく下回ることになる。この模様は、スカイパーフェクTV!で放送された。
翌年に掛けて、1973年から2000年までの貴重なライヴ映像を収めたKISSOLOGYシリーズを3巻に分けてリリース（後に日本版も発売された）。
2007年、5公演のみのアメリカツアー・HIT 'N TUN TOURを行う。その最終公演であるカリフォルニア公演当日のリハーサル中に、スタンレーの心拍数が突如190を超え（通常の2〜3倍）、急遽病院に搬送される。シモンズが観客に説明し、「キャンセルしてやり直すか、このまま続けるか」尋ねた結果、この日のライヴは代役も立てずキャンセルもせず、スタンレーを除く3人で決行することとなった。演奏曲はシモンズとシンガーで歌える曲をチョイスしたが、ステージに観客も上げるなど破天荒なライブだった模様。スタンレーは「この借りはいつか必ず返すよ」とコメントを残した（スタンレー不在のライヴはキッスの歴史上初であり、最大のハプニングライヴとなった）。
同年4月5日、元メンバーのマーク・セント・ジョン（マーク・ノートン）が脳出血で他界（51歳没）。

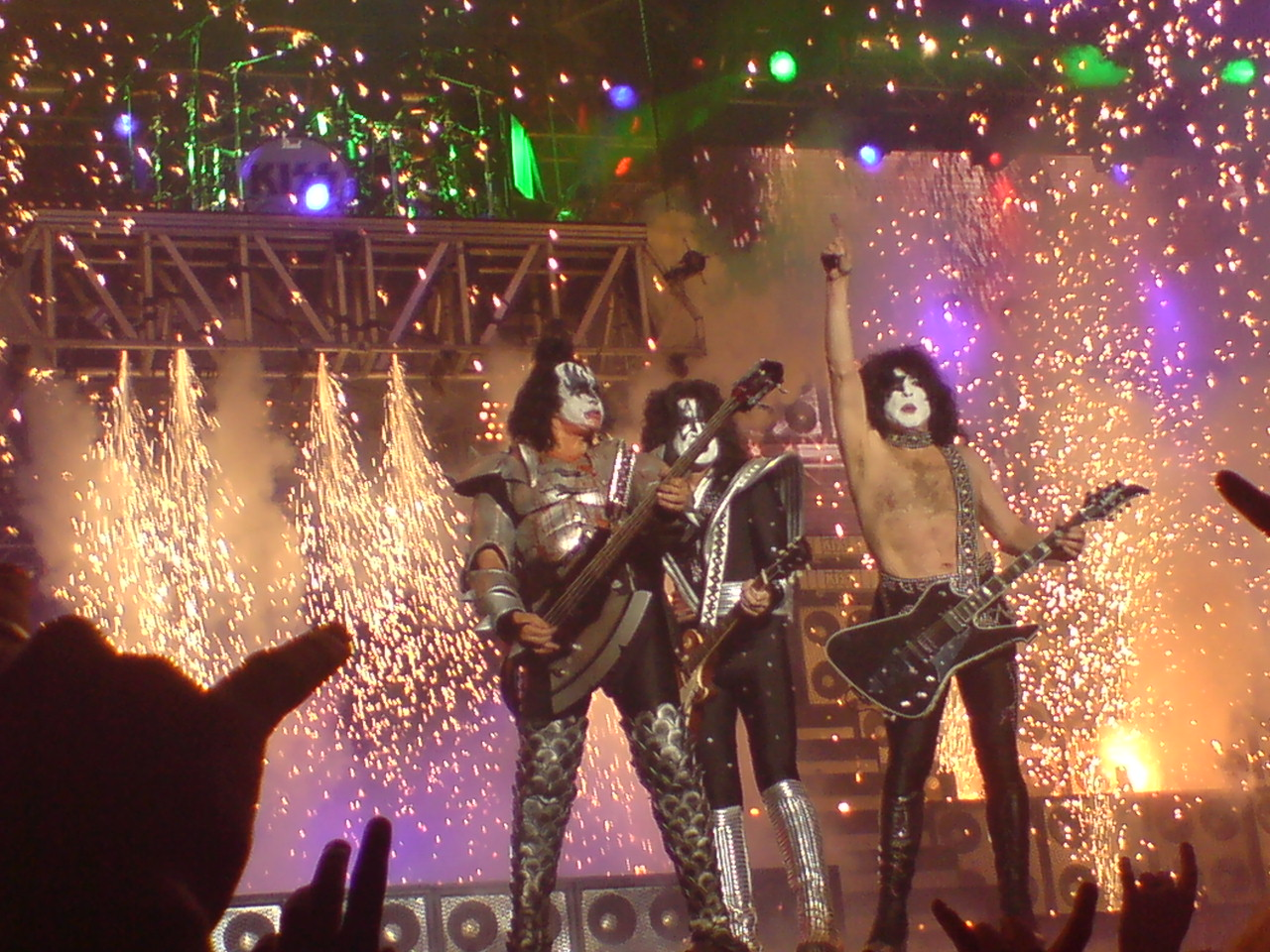
ALIVE/35 WORLD TOUR（2008年）

2008年、結成35周年ツアー・ALIVE/35 WORLD TOUR開始。オーストラリアツアーではKISSTERIAというドキュメンタリー風ドラマを撮影した。
ツアー前半では、2代目“スペースマン”ことセイヤーが、初代であるフレーリーの持ち歌「ショック・ミー」で初めてリードボーカルをとる。
同年8月、現在のメンバー、シモンズ、スタンレー、シンガー、セイヤーによって新たに録音されたベスト盤『地獄烈伝』が日本限定発売。
2009年、ALIVE/35 WORLD TOURを続けながら、11年ぶりのスタジオ・アルバムである『ソニック・ブーム』を10月6日に発売、バンド史上最高位となる全米初登場2位を記録した。
初期のKISSコンセプトのように、メンバー全員がそれぞれリード・ボーカルをとる曲が含まれ、またスタンレーとシモンズの共作も復活した。しかし日本ではレコード会社との契約がなされておらず、『ソニック・ブーム』の日本盤は未だ発売されていない。
2010年、SONIC BOOM OVER EUROPE TOURとTHE HOTTEST SHOW ON EARTH TOURでヨーロッパとアメリカを精力的にツアー。
2011年、4月新たなスタジオ・アルバム製作に取り掛かる。
同年10月、初の試みであるKISSクルーズをマイアミで開催。貸切の豪華客船上でアコースティックショーを含む3回のライヴを行った。船上ではハロウィーンパーティやファン同志の交流も行われ、メンバーも参加したファンも満足するものとなり、すぐに翌年の開催が決定され、以降は恒例行事となった。

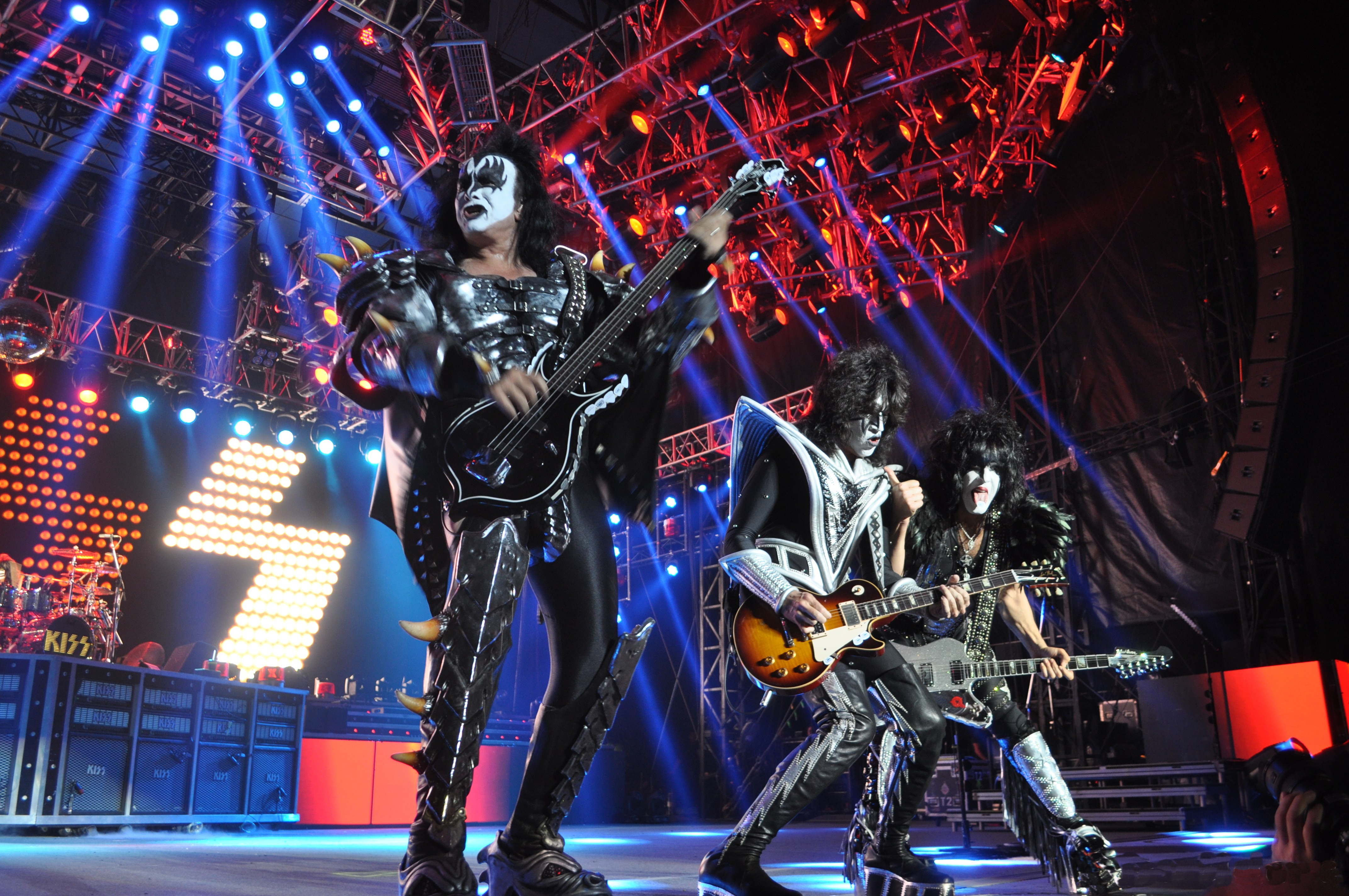
THE TOUR（2012年）

2012年、3月にモトリー・クルーとのダブルヘッドライナーツアーTHE TOURを発表。
7月2日、新たなスタジオ・アルバム『モンスター 〜地獄の獣神』からの第一弾シングル『ヘル オア ハレルヤ』発表。
7月20日-10月1日、THE TOURでモトリー・クルーと共に北米と南米でツアーを行った。
10月10日（北米での発売は9日）、3年ぶり20作目のスタジオ・アルバム『モンスター 〜地獄の獣神』発売。全米ビルボードTop200で初登場3位を記録する。アルバム製作自体はもっと早く終わっていたが、レコード会社との契約に時間がかかったため、発売が遅くなった。しかし、それにより日本盤も無事発売となった。
2013年10月、前年11月から続くMONSTER WORLD TOURの終わりに、7年ぶりとなる来日公演を行なった。ファンイベントを行ったり、ファッションショーやTVの音楽番組に生出演したりと今までとは違う行動が多数見られたが、ライヴでは全ての会場でスパイダーセットと共にバンドの底力を見せつけた。10月24日の武道館公演はWOWOWの生中継で放送され、同時に全国のイオンシネマ30劇場で同時上映、収益金は東日本大震災の被災地支援団体に寄付された。
2014年4月、ポール、ジーン、エース、ピーターのオリジナルメンバーの4人が『ロックの殿堂』入りを果たす。式典には4人が一堂に会したものの、殿堂側との問題により演奏は行われなかった。プレゼンターはレイジ・アゲインスト・ザ・マシーンのトム・モレロが務めた。
6月23日－、バンド結成40周年記念ツアーであり、デフ・レパードとのダブルヘッドライナーであるTHE KISS 40TH ANNIVERSARY TOUR/HEROES TOURが大盛況のうちに行われる。
2015年、ももいろクローバーZとのコラボレーションを行い、ももいろクローバーZ vs KISS名義でシングル「夢の浮世に咲いてみな」をリリース。2015年3月3日には、来日公演でももいろクローバーZがゲスト出演。

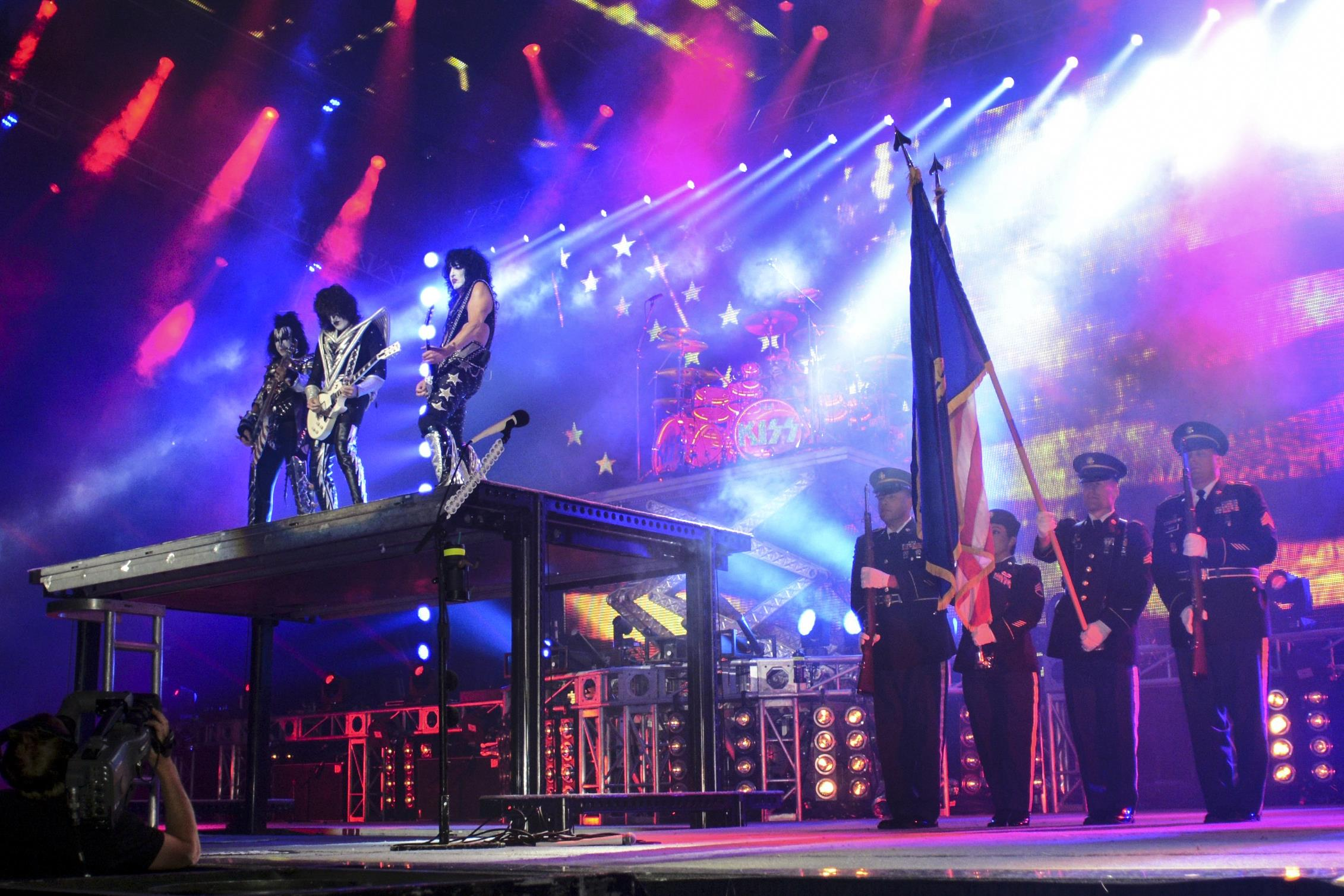
オレゴン州軍楽隊とコラボ（2016年7月）

2016年、オレゴン州のアリーナ級ライブで、同州軍警備隊の軍楽隊とコラボして話題となる。また、翌年に同地域のチャリティー・イベントで、久しぶりとなるノーメイクでのパフォーマンスを見せた。

### バンドの終焉（2018年 - 2023年）
2018年、来年度からのワールドツアーをもっての活動停止を発表。2021年7月の地元ニューヨーク公演が最後になると伝える。
2019年、ファイナルツアー「END OF THE ROAD WORLD TOUR」を開始。年末の来日ツアーおよび第70回NHK紅白歌合戦の客演が、日本では最後のパフォーマンスとなる予定。
2020年、世界的に大流行した新型コロナウイルス感染症拡大の余波を受けてツアーのスケジュールが変更され、最終公演は2022年以降に持ち越し。
2022年、コロナ禍以降、引退の計画についてジーン・シモンズは「ツアーの引退はするが、他の形で続いていく」と軌道修正を公言。また、2020年が最後の来日公演としていた予定も撤回し、11月末に一夜限りのアンコール東京ドーム公演が実現した。
2023年3月、最終公演の日程を発表し、12月1日・2日開催の地元ニューヨーク マディソン・スクエア・ガーデンが最後の地と伝えた。
そして予定通り最後のコンサートでグランドフィナーレを飾り、50年の歴史に幕を下した。実体（本人達）による活動は事実上終了し、今後はデジタル・キャラクターによるアバター達が、デジタル・バンドで活動する予定と公表した。

## メンバー

### 最終メンバー
| 名前                                    | プロフィール                                                  | 担当                  | 在籍期間                                        |
| --------------------------------------- | ------------------------------------------------------------- | --------------------- | ----------------------------------------------- |
| ポール・スタンレー (英語: Paul Stanley) | 1952年1月20日（73歳） アメリカ合衆国 ニューヨーク市クイーンズ | ボーカル リズムギター | 1973年 - 2023年                                 |
| ジーン・シモンズ (英語: Gene Simmons)   | 1949年8月25日（75歳） イスラエル ハイファ                     | ボーカル ベース       | 1973年 - 2023年                                 |
| エリック・シンガー (英語: Eric Singer)  | 1958年5月12日（67歳） アメリカ合衆国 オハイオ州クリーブランド | ドラムス ボーカル     | 1991年 - 1996年 2001年 - 2002年 2004年 - 2023年 |
| トミー・セイヤー (英語: Tommy Thayer)   | 1960年11月7日（64歳） アメリカ合衆国 オレゴン州ポートランド   | リードギター ボーカル | 2002年 - 2023年                                 |

### 途中で脱退したメンバー
| 名前                                          | プロフィール                                                                         | 担当                  | 在籍期間                                        |
| --------------------------------------------- | ------------------------------------------------------------------------------------ | --------------------- | ----------------------------------------------- |
| エース・フレーリー (英語: Ace Frehley)        | 1951年4月27日（74歳） アメリカ合衆国 ニューヨーク市ブロンクス区                      | リードギター ボーカル | 1973年 - 1982年 1996年 - 2002年                 |
| ピーター・クリス (英語: Peter Criss)          | 1945年12月20日（79歳） アメリカ合衆国 ニューヨーク市ブルックリン区                   | ドラムス ボーカル     | 1973年 - 1980年 1996年 - 2001年 2002年 - 2004年 |
| エリック・カー (英語: Eric Carr)              | 1950年7月12日 - 1991年11月24日（41歳没） アメリカ合衆国 ニューヨーク市ブルックリン区 | ドラムス ボーカル     | 1980年 - 1991年                                 |
| ヴィニー・ヴィンセント (英語: Vinnie Vincent) | 1952年8月6日（72歳） アメリカ合衆国 コネチカット州ブリッジポート                     | リードギター ボーカル | 1982年 - 1984年                                 |
| マーク・セント・ジョン (英語: Mark St. John)  | 1956年2月7日 - 2007年4月5日（51歳没） アメリカ合衆国 カリフォルニア州ハリウッド      | リードギター ボーカル | 1984年                                          |
| ブルース・キューリック (英語: Bruce Kulick)   | 1953年12月12日（71歳） アメリカ合衆国 ニューヨーク州ブルックリン区                   | リードギター ボーカル | 1984年 - 1996年                                 |

### ツアー・サポートメンバー
| 名前                                         | プロフィール                                                      | 担当       | 在籍期間        |
| -------------------------------------------- | ----------------------------------------------------------------- | ---------- | --------------- |
| ゲイリー・コルベット (英語: Gary Corbett)    | 1958年7月15日 - 2021年7月14日（62歳没） アメリカ合衆国 テネシー州 | キーボード | 1987年 - 1990年 |
| デレク・シェリニアン (英語: Derek Sherinian) | アメリカ合衆国 カリフォルニア州ラグナ・ビーチ                     | キーボード | 1992年          |

### メンバーの変遷

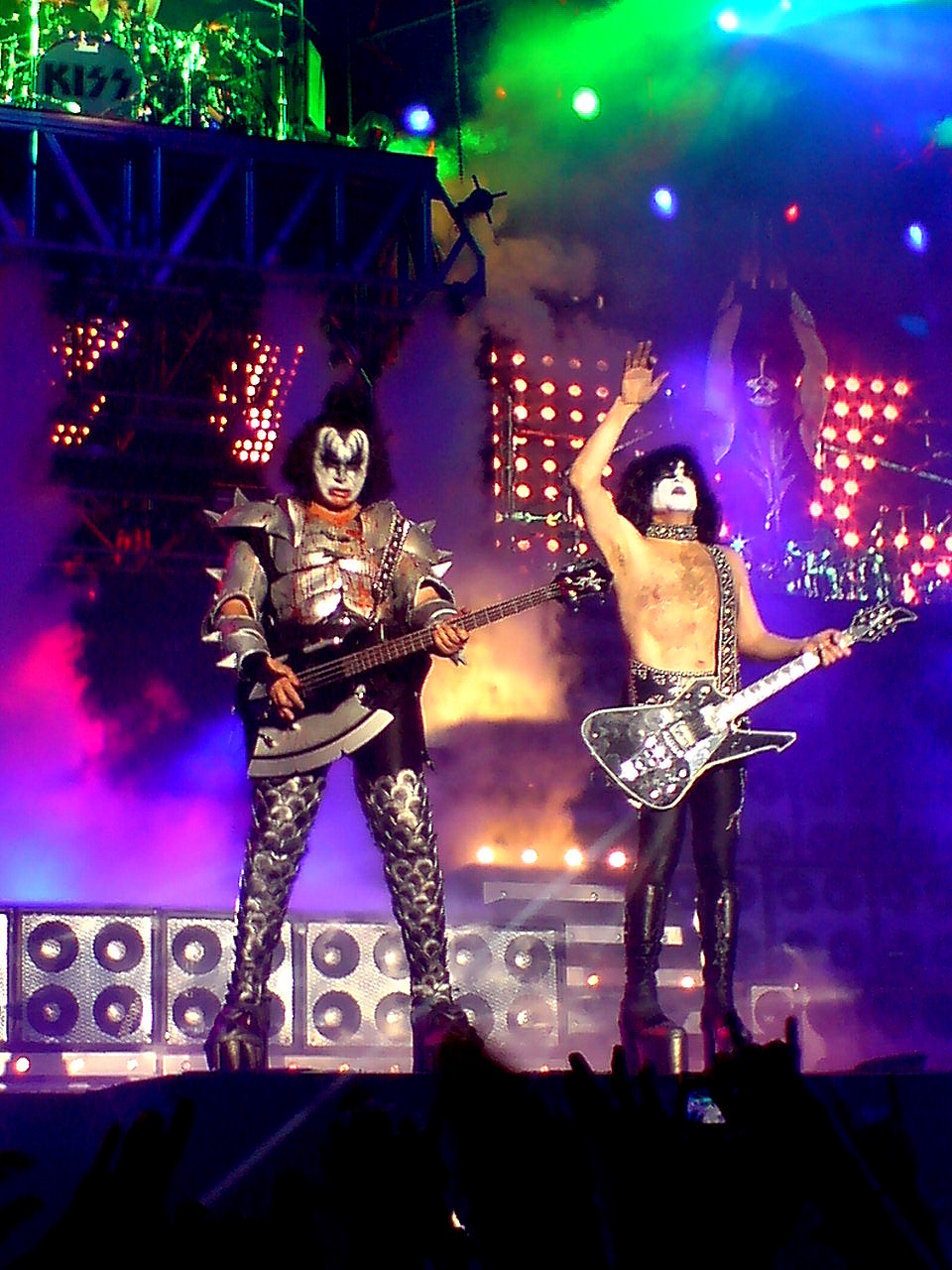
ジーン&ポール （2008年）

初期オリジナルメンバーは全員が正式メンバーであったが、ピーター・クリス、エース・フレーリーが脱退して以降に加入したメンバーは全て契約メンバーであり、法律上は創立メンバーのジーン・シモンズ、ポール・スタンレーの2人のみが一貫して正式メンバーである。
ジーン、ポール以外のメンバーは1980年代以降入れ替わりが激しく、この2人の方針に沿わないプレイヤーはたとえ才能があったとしても容赦なくお払い箱にされた（エースとピーターについては、「キッスはオリンピックの様なものであり薬物やアルコールの過剰な摂取は許されない」というジーンのコメントがある）。
バンドの統一感を大切にしていたため、新たなメンバーを入れる際は、「長い黒髪か」「髭は剃っているか」「身長が6フィート（約183cm）以上あるか」など厳しい審査があったという（マーティー・フリードマン談）。しかし金髪のエリック・シンガーが加入したときに、そういう制約から自由になったのだとポールが語っている。
ピーター・クリス脱退時にオーディションを受けたドラマーの中に、後にレインボーに加入するボビー・ロンディネリがいたことは一部で有名である。
また、エース・フレーリー脱退後のオーディションに訪れたギタリストには、成功する以前のリッチー・サンボラ、スラッシュ、マーティ・フリードマンらがいた。
メイク再結成以降は加入→脱退→再加入→再脱退と出入りの激しさも目立つが、これは前述の事情により、ツアーやレコーディングごとのメンバーの契約によるものである。
| 年          | ベース           | リズムギター       | リードギター           | ドラムス           |
| ----------- | ---------------- | ------------------ | ---------------------- | ------------------ |
| 1973 - 1980 | ジーン・シモンズ | ポール・スタンレー | エース・フレーリー     | ピーター・クリス   |
| 1980 - 1982 | ジーン・シモンズ | ポール・スタンレー | エース・フレーリー     | エリック・カー     |
| 1982 - 1984 | ジーン・シモンズ | ポール・スタンレー | ヴィニー・ヴィンセント | エリック・カー     |
| 1984        | ジーン・シモンズ | ポール・スタンレー | マーク・セント・ジョン | エリック・カー     |
| 1984 - 1991 | ジーン・シモンズ | ポール・スタンレー | ブルース・キューリック | エリック・カー     |
| 1991 - 1996 | ジーン・シモンズ | ポール・スタンレー | ブルース・キューリック | エリック・シンガー |
| 1996 - 2001 | ジーン・シモンズ | ポール・スタンレー | エース・フレーリー     | ピーター・クリス   |
| 2001 - 2002 | ジーン・シモンズ | ポール・スタンレー | エース・フレーリー     | エリック・シンガー |
| 2002        | ジーン・シモンズ | ポール・スタンレー | トミー・セイヤー       | エリック・シンガー |
| 2003        | ジーン・シモンズ | ポール・スタンレー | トミー・セイヤー       | ピーター・クリス   |
| 2004 - 2023 | ジーン・シモンズ | ポール・スタンレー | トミー・セイヤー       | エリック・シンガー |

## ペルソナ（キャラクター）
各メンバーがメイクした姿はペルソナと呼ばれ、それぞれ名前とキャラクターが与えられている（メイクメンバーのみ）。
- DEMON（ジーン・シモンズ）/地獄からやって来た悪魔。獣の咆哮をあげ、空を飛び、炎を吐く。
- STAR CHILD（ポール・スタンレー）/愛の戦士。他人の心を読むことができ、星の右眼から光線を発する。
- SPACE MAN（エース・フレーリー、トミー・セイヤー）/ジェンダル星出身の宇宙人。瞬間移動能力を持ち、両手から光線を発する。エースのみSPACE ACEと表記されることもある。
- CATMAN（ピーター・クリス、エリック・シンガー、エディー・キャノン）/猫の怪人。両腕の鋭い爪が武器。1998年にファンタジーコミック化した際は、敵として登場。パンダやタヌキと誤認されるケースが多い。
- FOX（エリック・カー）/狐の怪人以外の詳細は不明。
- ANKH WARRIOR（ヴィニー・ヴィンセント）/エジプトの戦士という設定以外の詳細は不明。魔術師であるのかもしれないとも考えられていた。

上記の設定は1977年からのもので、それ以前、ジーンのキャラクターはTHE DRAGON、ポールのキャラクターはTHE LOVERと呼ばれていた。
その他、ポールはごく初期の短期間だけカサブランカ社長ニール・ボガートの要請により、バンディット（山賊）メイク（「ローン・レンジャー」に出てくるマスクに似ているためそう呼ばれる）をしていた時期があるが、当人が気に入らず、すぐ右目星型メイクに戻した。
- メイクアップ・デザイン

The Starchild - ポール・スタンレー
The Demon - ジーン・シモンズ
The Spaceman/ Space Ace - エース・フレーリー, トミー・セイヤー
The Catman - ピーター・クリス, エリック・シンガー
The Fox - エリック・カー
The Wizard - ヴィニー・ヴィンセント

## マーチャンダイズ
本業の音楽以外に早くから版権ビジネスに目をつけ、マーチャンダイジング（マーチャンダイズ）で成功した音楽グループの先駆けでもある。バンドの世界観やメンバー4人をキャラクター化したものを、グッズ販売やメディアフランチャイズで展開し大きな収益を得ている。これまでのグッズは通算で5000点以上あり（2016年時点）ライセンス事業も手掛け、興行収入は往年のビートルズやエルビス・プレスリーを上回るとされている。
グループのマーケティングに関しては、主にジーン・シモンズが決定権を持つ。ジーンはインタビューで「女性ウケするアイドル的スタイルだと一過性で終わるが、男性が憧れる存在で成功すれば彼らは最後まで付いて来てくれる。だからアメリカン・ヒーローのようなペルソナメイクのキャラクターを作った。そこから商標化のアイデアが生まれた」、また「ファンの購買意欲を湧かすような、クールであるかの見極めも重要だ。世界的には大成功していないグループでも、ロゴが売れた例は数多くある。だからたとえ有名ブランドであるとしても（例フォードのロゴをTシャツに入れても）、必ずしも商標ビジネスには直結しない」と説明している。
- 商品化した一例

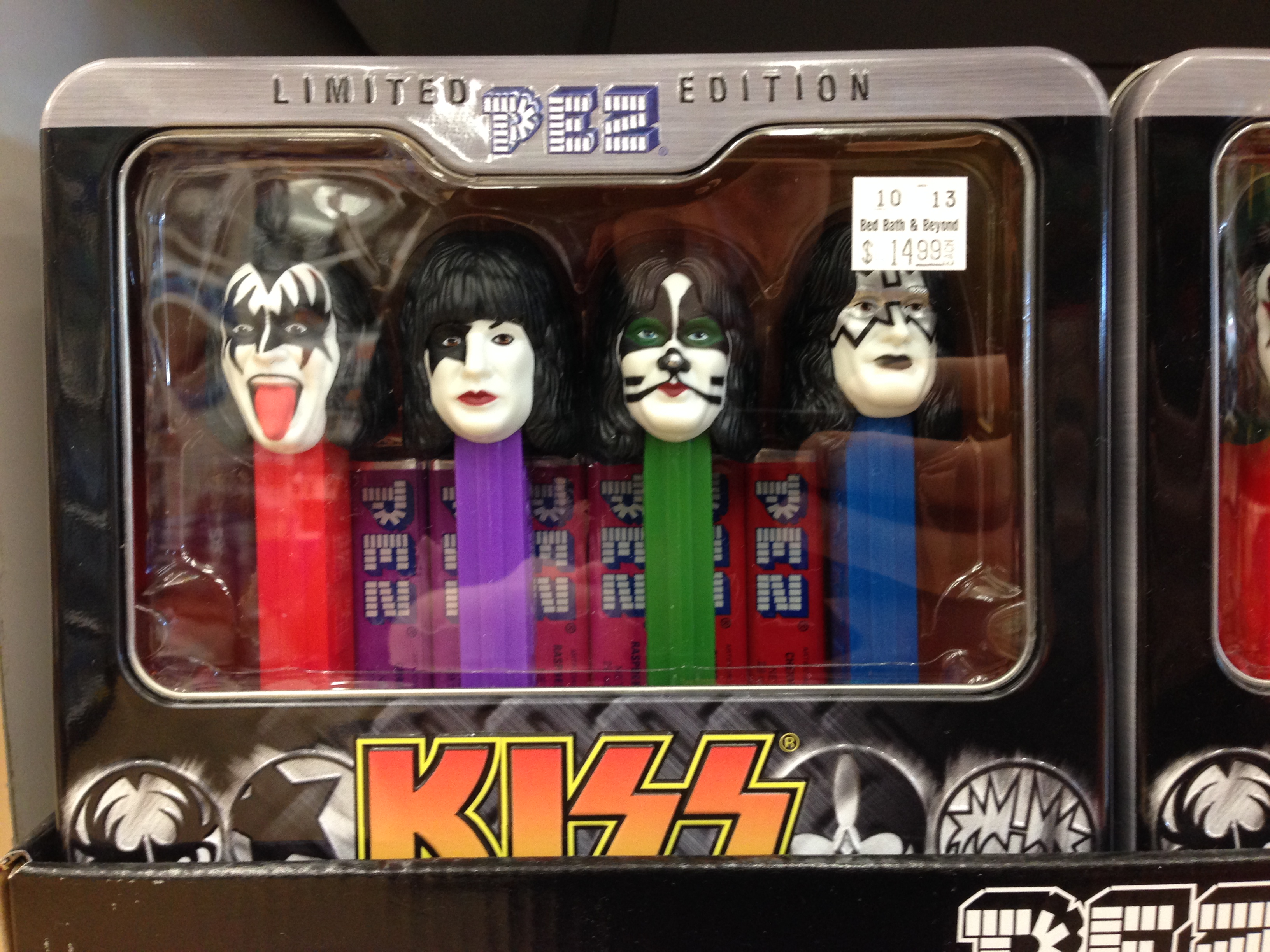
PEZディスペンサー
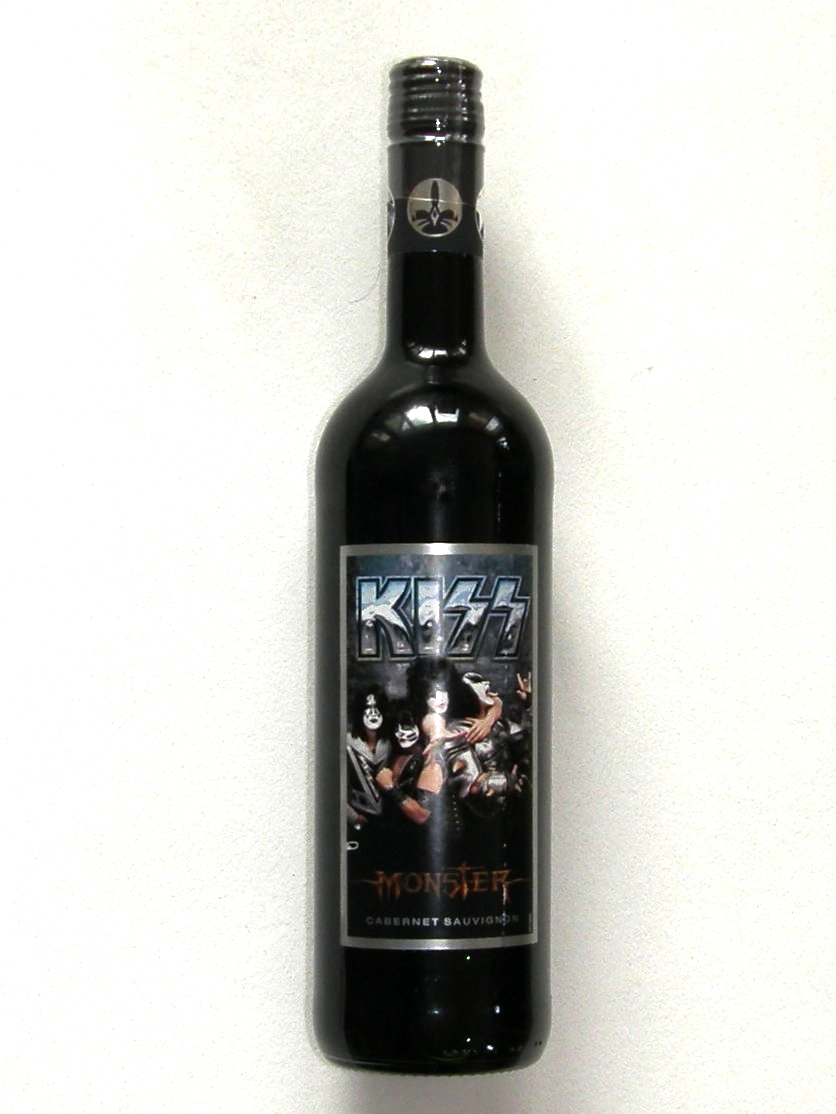
ワイン
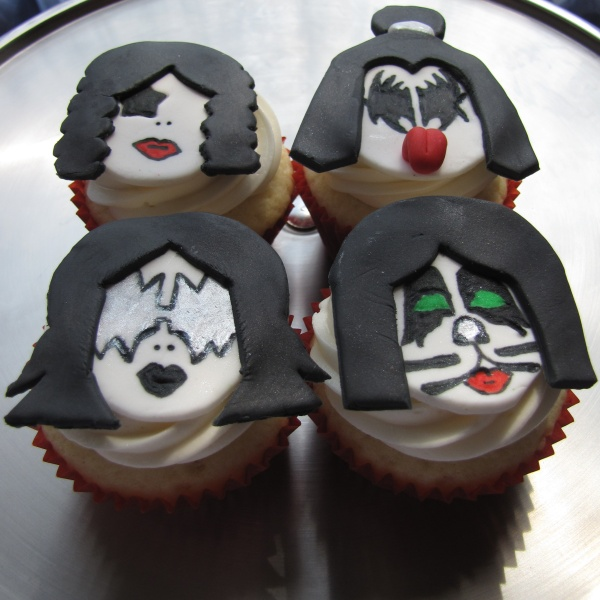
カップケーキ
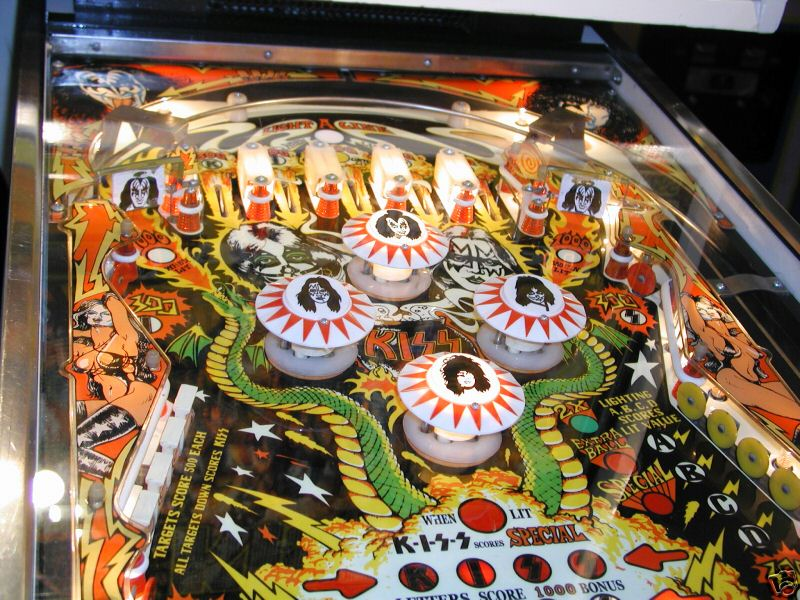
ピンボール
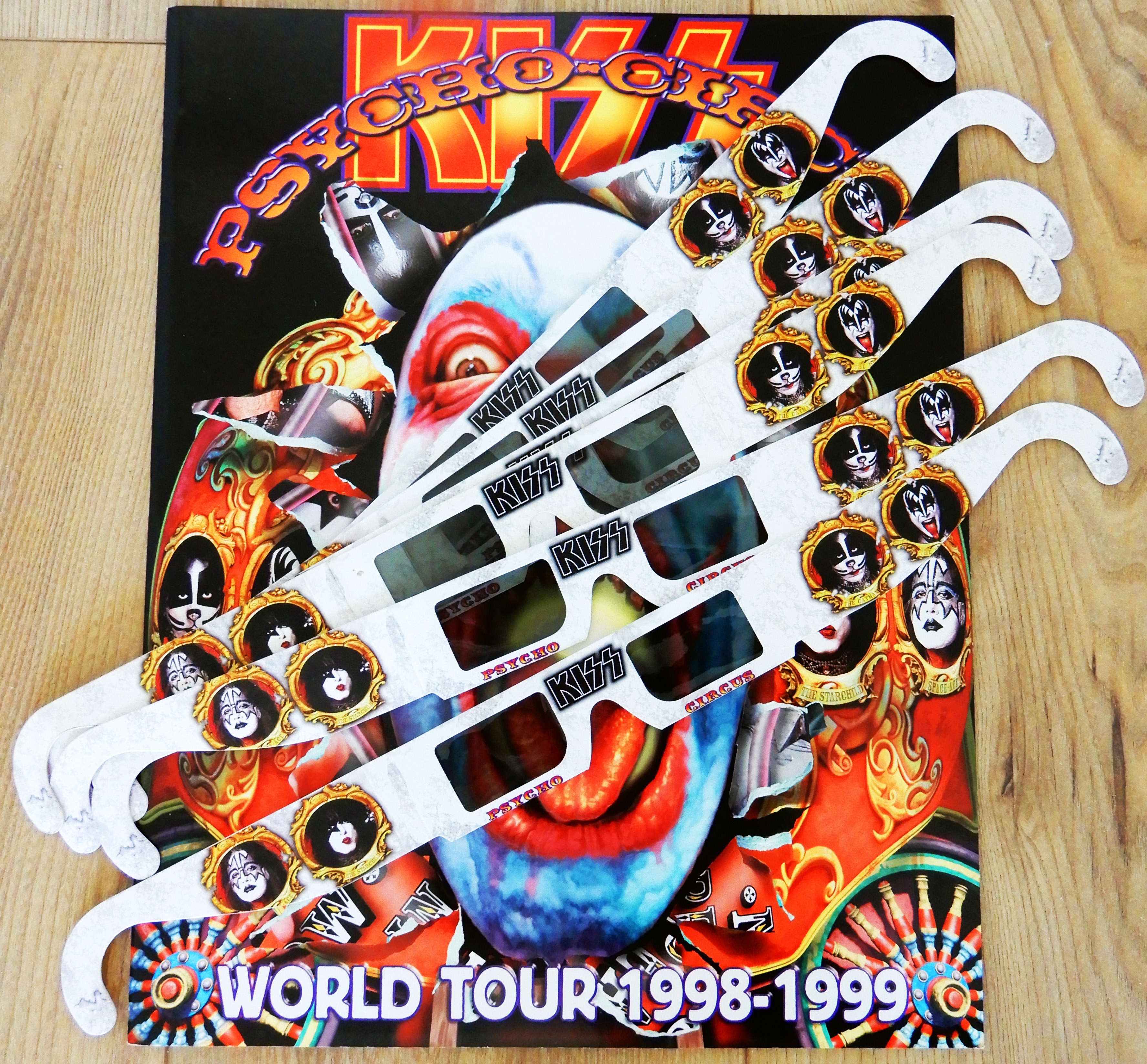
3D眼鏡
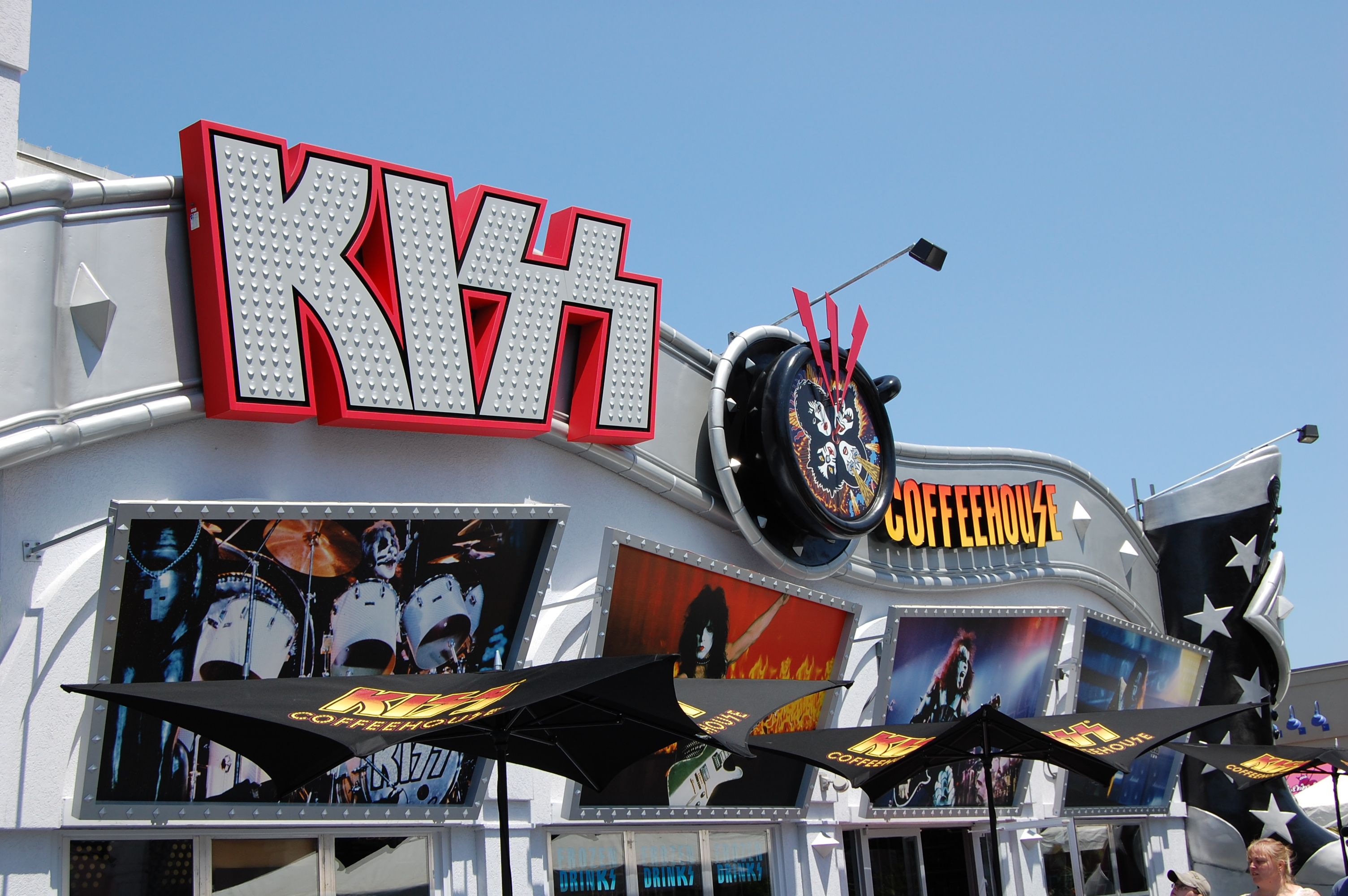
マートルビーチにあるコーヒーハウス

## 備考・補足

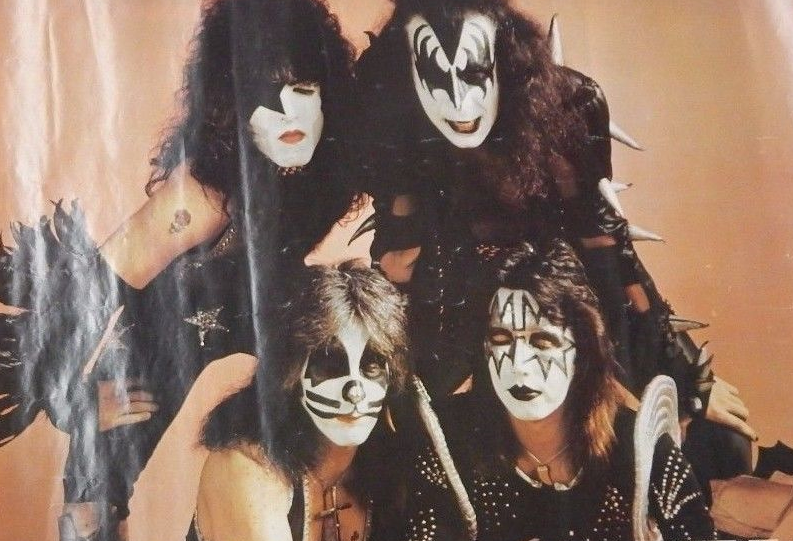
1975年頃の販促ポスター

デビュー当時からメンバー全員が顔面白塗りの奇抜なメイクをしていることで有名だった。
当初のバンドのコンセプトは「アメリカ版ビートルズ」であり、楽器の編成も同じで、メンバー各々（ヴィニー・ヴィンセント、マーク・セント・ジョンは除く）にリードボーカル曲がある。ただし、ヴィニーはデモ段階の一部の楽曲ではリードボーカルを取っていた。
日本においてはアルバムの邦題が「地獄」シリーズであることでも有名。セカンドアルバム『地獄のさけび』に最初から「地獄のさけび」という日本語のタイトルが付けられていたことがきっかけとなり、後に初期の3作が日本でまとめて発売された際に、「地獄」とは何の関連もない原題のアルバムにまで「地獄の…」という邦題が付けられることとなった。ことステージにおけるジーン・シモンズの過激なパフォーマンス（口から火を噴く、血を吐く、あるいはワイヤーアクションによって宙を舞う）の鮮烈さも相俟って、ややもすると的を射た意訳であると解釈される場合もあるが、しかしシモンズが上述の自伝の中で述べている限りではステージで行われる数々のパフォーマンスはあくまでも「ショウにおけるアトラクション」という位置づけにあり、KISSというバンドのコンセプトと地獄に直接の関係はないとされる。
1970年代の日本の雑誌のインタビューでは、バンドのメイクに歌舞伎の影響があったと書かれていたことがあったが、ジーンの自伝『Kiss And Make-Up』においてメイクが歌舞伎から発想を得ていることを否定しており、ポールも後の度重なるインタビューで否定している。

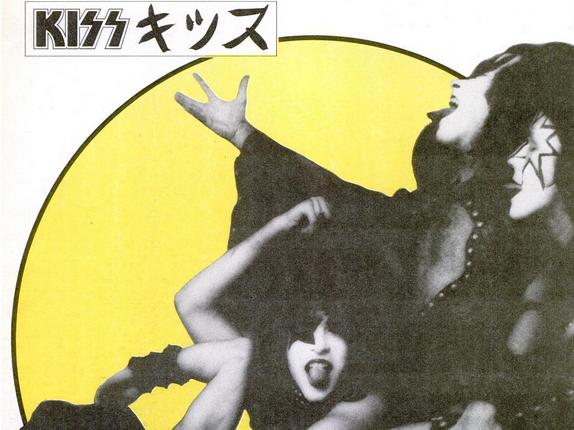
使用されている日本語

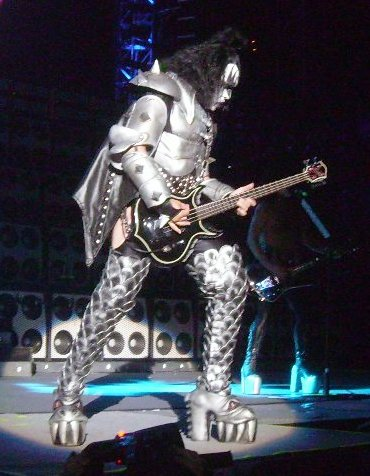
ジーンの怪獣型ブーツ

なお、2枚目のアルバム『地獄のさけび』のジャケットに日本語が多数使われているのは、撮影を担当したノーマン・シーフのアドバイスによるもの。ノーマンは当時日本で横尾忠則と知り合い、その影響をこのジャケットに反映させた。ジーンは恐怖映画やゴジラのファンであり、有名な怪獣型ブーツはゴジラがモデルである。
現在のメディアでは、「1980年代は低迷期だった」という扱いをされているが、売り上げが低かった作品は、1980年『仮面の正体』、1981年『〜エルダー〜 魔界大決戦』、1982年『暗黒の神話』の1980年代初期の3作品に留まっており、北米以外の海外ツアーでは相変わらずの大人気を博していたため、データ上を見る限りでは一概に「低迷期」とは言えない。
1983年素顔で発表した『地獄の回想』、1984年『アニマライズ』、1987年『クレイジー・ナイト』ではプラチナムをとっており、素顔でも常に第一線で活動し続けていた（RIAAの記録は更新されていないが、1985年『アサイラム』も売り上げ上ではプラチナムだとされる）。ポール・スタンレーは素顔について、「飽きられてきていたし、音楽そのもので勝負する時期にきていた。素顔になる心構えはできていて、後はジーンの気持ち次第だった」と後年に明かしている。
代表曲「デトロイト・ロック・シティ」に象徴されるように特にデトロイトで絶大な人気を持っていたが、バンド自体はニューヨークで結成されており、デトロイト出身ではない。同じく代表曲「勇士の叫び」の最初のメロディは日本でも馴染みが深く、浦和レッドダイヤモンズのサポーターによるチャント「ウォリアー」の原曲となっている。また全日本プロレスなどに参戦したプロレスラー、スティーブ・ウィリアムスの入場テーマ曲でもある。
彼らの影響力が強いころに見つけたバンドとしてヴァン・ヘイレンがある。ジーンが出資してデモ・テープを作らせ、各レコード会社に送付したが、どのレコード会社も興味を示さなかった逸話がある。ジーンは、同バンドのベーシストであるマイケル・アンソニーと顔が似ているとされ、同一人物に思われていた時期があった。
キヤノンのカメラ「EOS Kiss Digital」の2005年 - 2006年のCMで、西洋人の子供4人（男の子2人・女の子2人）が顔にKISSのペイントをして、歌詞こそ違えど「ラヴィン・ユー・ベイビー」を歌うというものが放送されていた。
『週刊少年マガジン』にて連載されていた『魁!!クロマティ高校』には、KISSのパロディキャラクター（通称「四天王」）が登場していた。

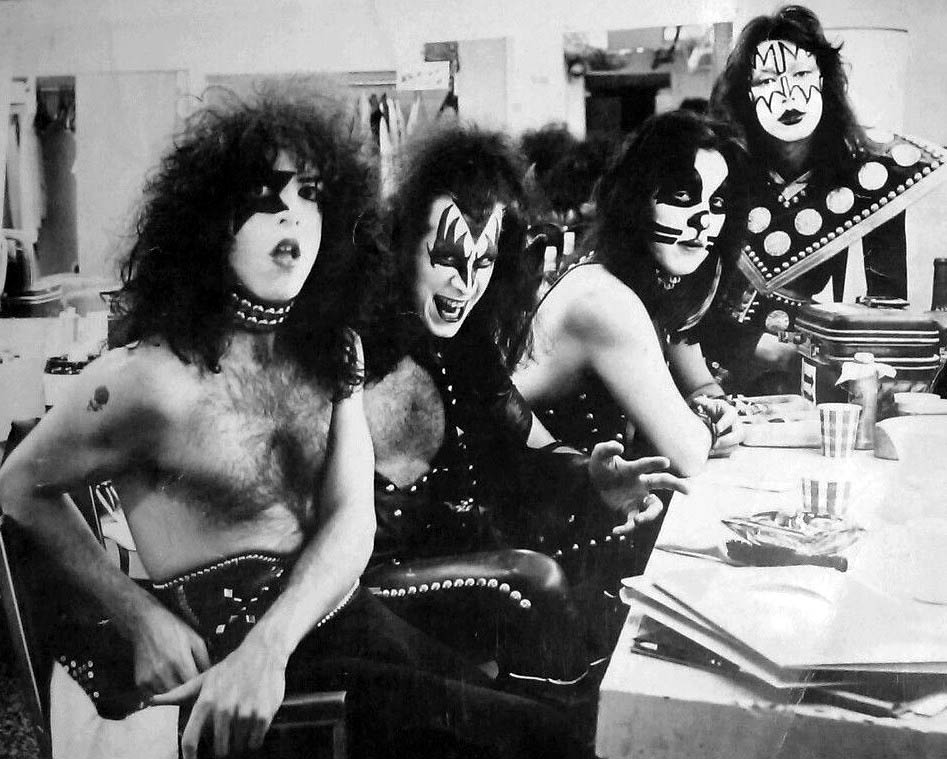
1975年の楽屋風景
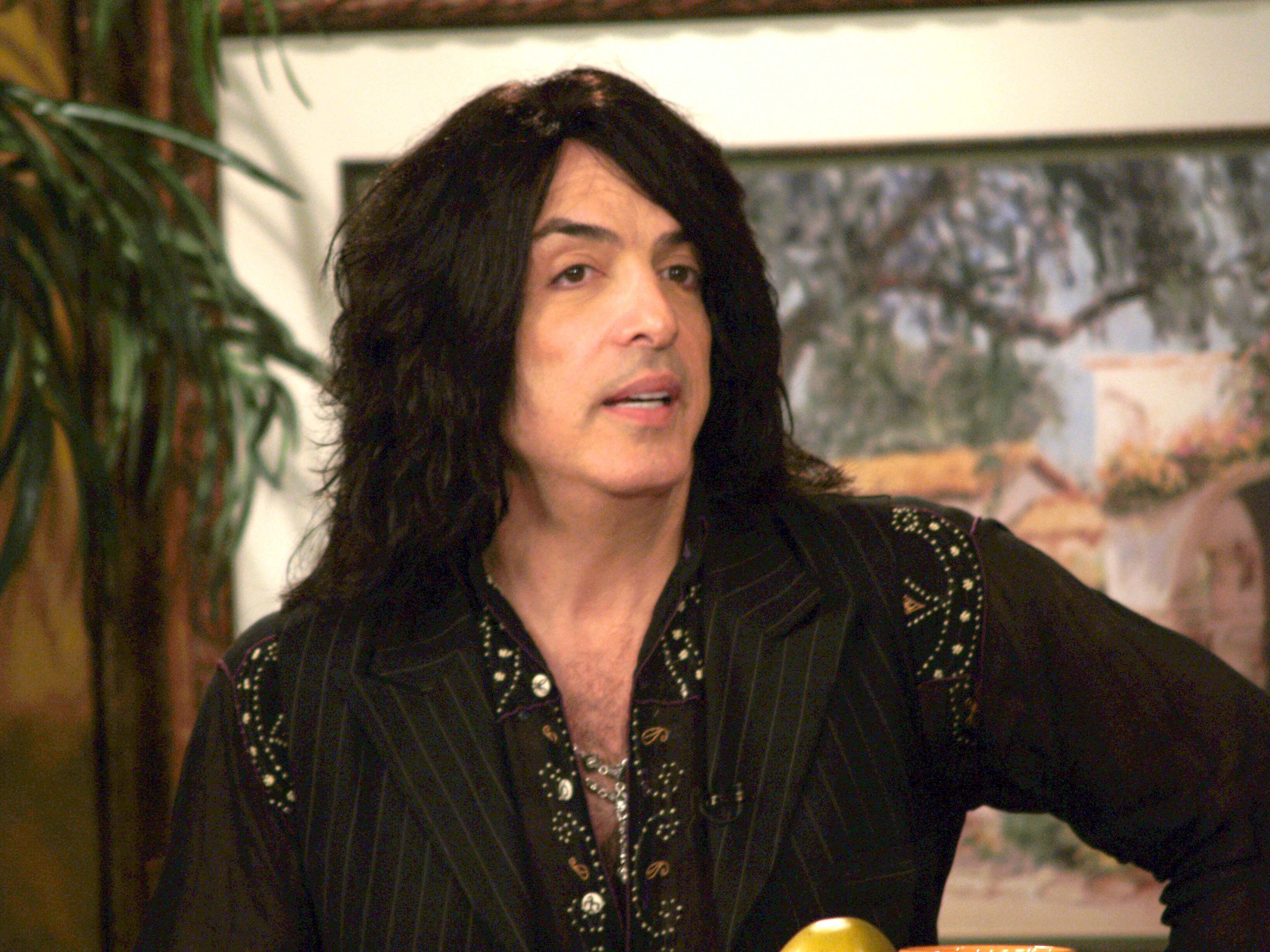
素顔のポール（2007年）
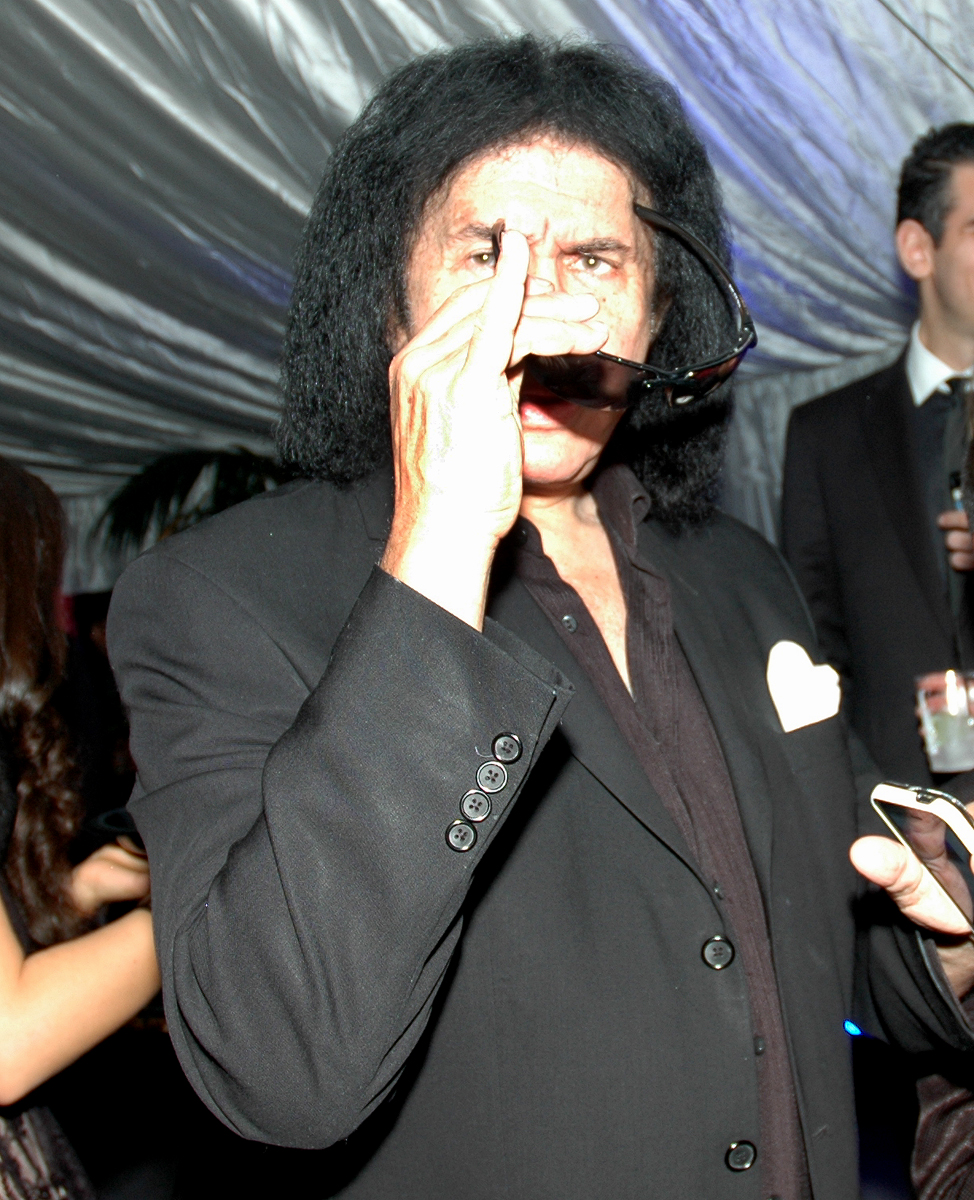
素顔のジーン（2014年）
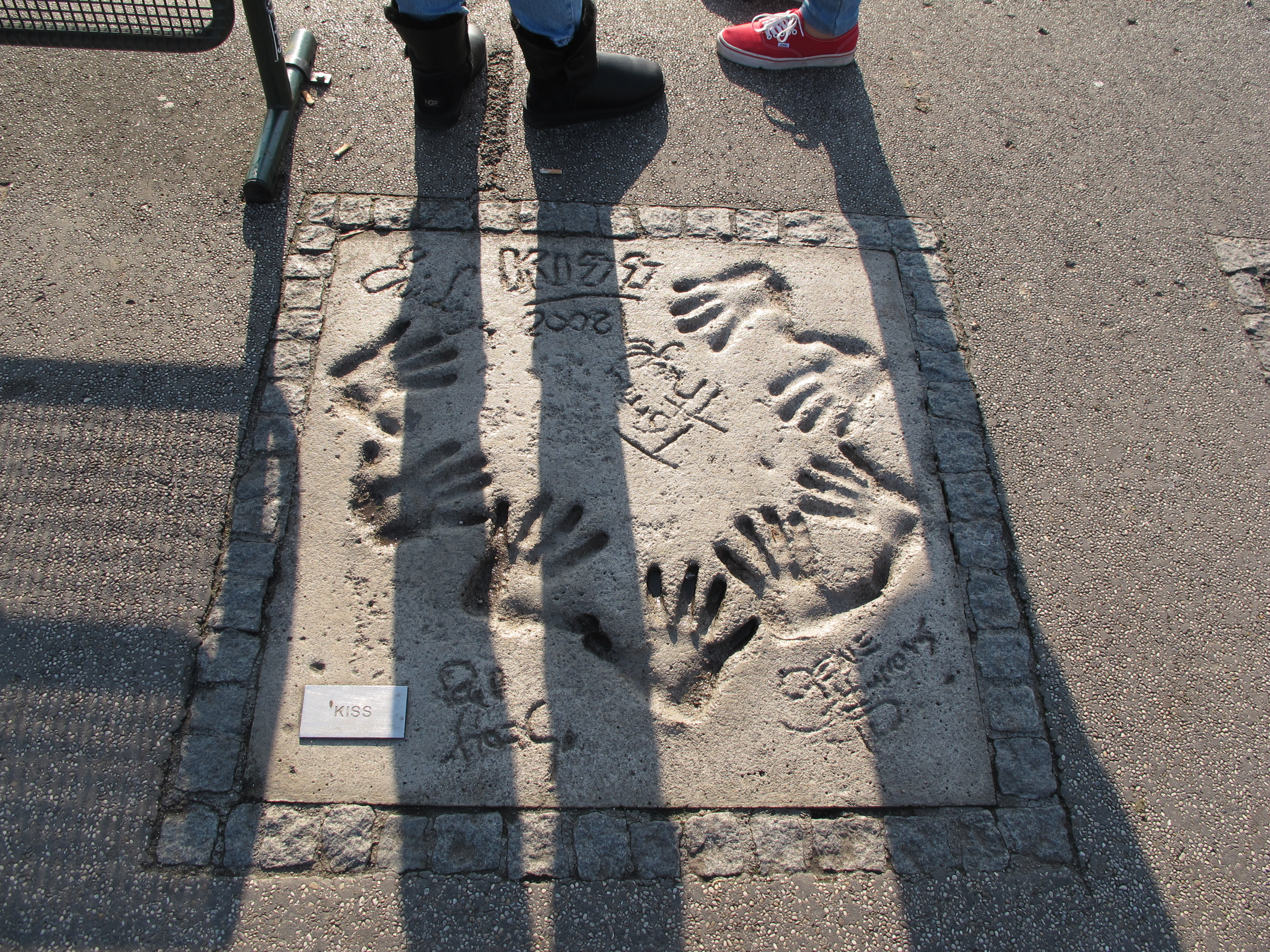
ドイツ・ミュンヘンにある手形（2015年）
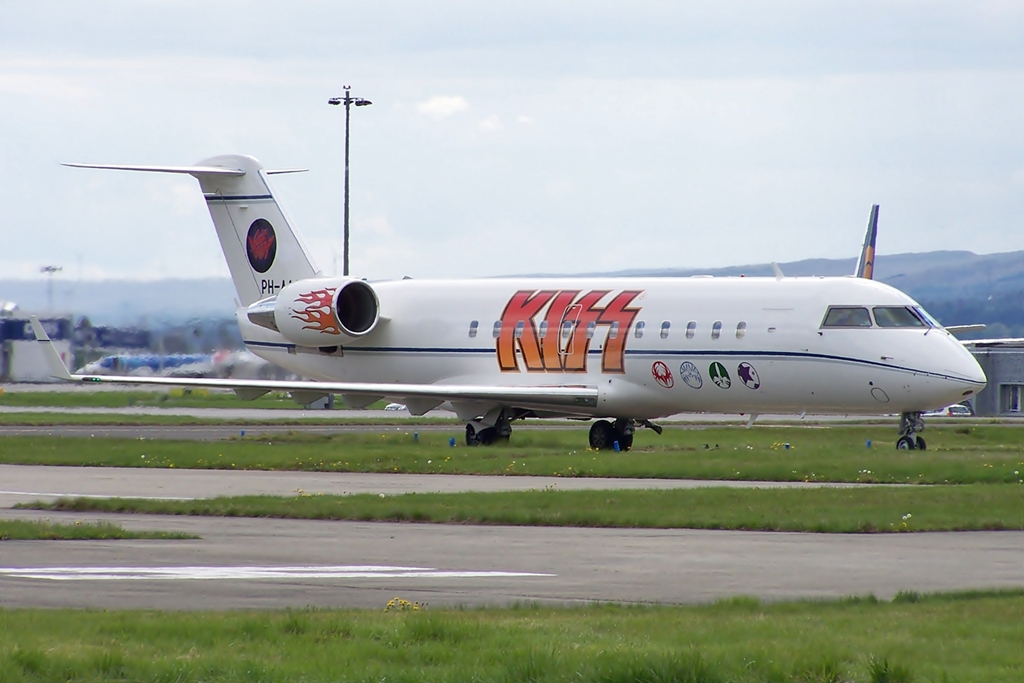
2010年ヨーロッパツアーで使用した専用機CRJ-200ER

## パロディー
- KISSA（グッチ裕三とグッチーズ）『ハッチポッチステーション』に登場。童謡「おなかのへるうた」、「おはなしゆびさん」で「デトロイト・ロック・シティ」をパロディ。
- KIZZ（堀江幸生、飯田里穂、ド・ランクザン望、篠原愛実）『天才てれびくんMAX』に登場。MTK「明日への叫び」をパロディー。
- 米国では、本家公認のミニ・キッスなど、数多くのトリビュートバンドが活動している。日本では聖飢魔IIがメイクや衣装、自らを悪魔と称する世界観などに影響がみられる。
- ももいろクローバー（現・ももいろクローバーZ）が2011年1月30日にららぽーと柏の葉でのイベントにて、顔にパンダを模したメイクを施して登場した際、高城れにのみジーン・シモンズ風のメイクになっていた。
- 『ラブライブ！』第2期6話において、μ'sがイメージチェンジとしてKISS風の恰好で登場しており、これに対しジーン・シモンズがTwitterで反応を見せている[27][出典無効]。

## 作品

### スタジオ・アルバム
- 『キッス・ファースト 地獄からの使者』 - Kiss（1974年）US87位 ゴールド
- 『地獄のさけび』 - Hotter than Hell（1974年）US100位 ゴールド
- 『地獄への接吻』 - Dressed to Kill（1975年）US32位 ゴールド
- 『地獄の軍団』 - Destroyer（1976年）US11位 3Xプラチナム
- 『地獄のロックファイアー』 - Rock and Roll Over（1976年）US11位 2Xプラチナム
- 『ラヴ・ガン』 - Love Gun（1977年）US4位 4Xプラチナム
- 『地獄からの脱出』 - Dynasty（1979年）US9位 プラチナム
- 『仮面の正体』 - Unmasked（1980年）US35位 ゴールド
- 『〜エルダー〜 魔界大決戦』 - Music From "The Elder"（1981年）US75位
- 『暗黒の神話』 - Creatures Of The Night（1982年）US45位 ゴールド
- 『地獄の回想』 - Lick It Up（1983年）US24位 プラチナム
- 『アニマライズ』 - Animalize（1984年）US19位 プラチナム
- 『アサイラム』 - Asylum（1985年）US20位 ゴールド
- 『クレイジー・ナイト』 - Crazy Nights（1987年）US18位 プラチナム
- 『ホット・イン・ザ・シェイド』 - Hot In The Shade（1989年）US29位 ゴールド
- 『リヴェンジ』 - Revenge（1992年）US6位 ゴールド
- 『カーニヴァル・オブ・ソウルズ』 - Carnival Of Souls（1997年）US27位
- 『サイコ・サーカス』 - Psycho Circus（1998年）US3位 ゴールド
- 『ソニック・ブーム』 - Sonic Boom（2009年）US2位
- 『モンスター 〜地獄の獣神』 - Monster（2012年）US3位

### ライブ・アルバム
- 『地獄の狂獣 キッス・ライヴ』 - Alive!（1975年）US9位 4Xプラチナム
- 『アライヴ2』 - Alive II（1977年）US7位 2Xプラチナム
- 『アライヴ3』 - Alive III（1993年）US9位 ゴールド
- 『停電 (地獄の再会) 〜 Kiss アンプラグド』 - Kiss Unplugged（1995年）US15位 ゴールド
- 『 ベスト・オブ・ザ・ベスト ~ KISSアライヴ』 - You Wanted the Best, You Got the Best!!（1996年）US17位 ゴールド
- 『アライヴ4 〜地獄の交響曲〜』 - Alive IV（2003年）US18位 ゴールド

### コンピレーション・アルバム
- 『ダブル・プラチナム』 - Double Platinum（1978年）US22位 プラチナム
- 『キッス・キラーズ』 - Kiss killers（1982年）
- 『パワー』 - Chikara（1988年）
- 『グレイテスト・キッス』 - Smashes, Thrashes, & Hits（1988年）US21位 2Xプラチナム
- 『グレイテスト KISS』 - Greatest Kiss（1997年）
- 『地獄のギター・ケース』 - The Box Set（2001年）同時に廉価版として『地獄のシガー・ボックス』も発売
- 『地獄の宝石〜ヴェリー・ベスト・オブ・KISS』 - The Very Best of Kiss（2002年）
- 『ゴールド』 - Gold（2005年）
- 『地獄烈伝』 - Jigoku Retsuden（2008年）
- 『KISS 40』 - Kiss 40（2014年）

## ツアー
- Club Tour (1973年–1974年)
- Kiss Tour (1974年)
- Hotter than Hell Tour (1974年–1975年)
- Dressed to Kill Tour (1975年)
- Alive! Tour (1975年–1976年)
- Destroyer Tour (1976年)
- Rock & Roll Over Tour (1976年–1977年)
- Love Gun Tour (1977年)
- Alive II Tour (1977年–1978年)
- Dynasty Tour (1979年)
- Unmasked Tour (1980年)
- Creatures of the Night Tour/10th Anniversary Tour (1982年–1983年)
- Lick It Up World Tour (1983年–1984年)
- Animalize World Tour (1984年–1985年)
- Asylum Tour (1985年–1986年)
- Crazy Nights World Tour (1987年–1988年)
- Hot in the Shade Tour (1990年)
- Revenge Tour (1992年)
- Kiss My Ass Tour (1994年–1995年)
- Alive/Worldwide Tour (1996年–1997年)
- Psycho Circus World Tour (1998年–1999年)
- The Farewell Tour (2000年–2001年)
- World Domination Tour (2003年)
- Rock the Nation World Tour (2004年)
- Rising Sun Tour (2006年)
- Hit 'n Run Tour (2007年)
- Alive 35 World Tour (2008–2010年)
- Sonic Boom Over Europe Tour (2010年)
- The Hottest Show on Earth Tour (2010年–2011年)
- The Tour (2012年)
- Monster World Tour (2012年–2013年)
- Kiss 40th Anniversary World Tour (2014年–2015年)
- Freedom to Rock Tour (2016年)
- KISSWORLD Tour (2017年–2018年)
- End of the Road World Tour (2019年–2023年)

## 来日公演

### 単独公演
- Rock & Roll Over Tour（1977年） 
  - 3月24日・25日 大阪 大阪厚生年金会館
  - 3月26日 京都 京都会館
  - 3月28日 名古屋 愛知県体育館
  - 3月30日 福岡 九電記念体育館
  - 4月01日・2日（昼・夜）・4日 東京 日本武道館
    - Opening Act：BOWWOW
- Alive II Tour（1978年）
  - 3月28日・29日・31日・4月1日・2日 東京 日本武道館
    - Opening Act：BOWWOW
- Crazy Nights World Tour（1988年）
  - 4月16日 名古屋 名古屋市公会堂
  - 4月18日 大阪 大阪城ホール
  - 4月20日 横浜 横浜文化体育館
  - 4月21日・22日 東京 日本武道館
  - 4月24日 東京 国立代々木競技場第一体育館
- Kiss My Ass Tour（1995年）
  - 4月24日 大阪 大阪城ホール
  - 4月26日 北九州 九州厚生年金会館
  - 4月28日 名古屋 センチュリーホール
  - 4月30日・31日 東京 日本武道館
- Alive/Worldwide Tour（1997年）
  - 1月18日 東京 東京ドーム
  - 1月20日 名古屋 名古屋市総合体育館
  - 1月21日・22日 大阪 大阪城ホール
  - 1月24日 福岡 福岡国際センター
  - 1月25日 広島 広島サンプラザ
- The Farewell Tour（2001年）
  - 3月09日・10日 横浜 横浜アリーナ
  - 3月13日 東京 東京ドーム
  - 3月16日 福岡 福岡国際センター
  - 3月18日 名古屋 名古屋市総合体育館
  - 3月21日・22日 大阪 大阪城ホール
- World Domination Tour（2003年）
  - 3月11日・12日・13日 東京 日本武道館
  - 3月15日 横浜 横浜アリーナ
- Rock the Nation World Tour（2004年）
  - 5月27日・28日・29日 東京 日本武道館
  - 5月31日 大阪 大阪城ホール
  - 6月02日 名古屋 名古屋市総合体育館
  - 6月03日 金沢 石川産業展示館
- Rising Sun Tour 2006（2006年）
  - 7月18日 名古屋 名古屋市総合体育館
  - 7月20日 福岡 福岡国際センター
- KISS Returning To Japan 2011（2011年）
  - 4月10日 名古屋 愛知県体育館
  - 4月14日 横浜 パシフィコ横浜
  - 4月17日 埼玉 さいたまスーパーアリーナ
  - 4月18日 神戸 ワールドホール
  - 4月20日・21日 東京 日本武道館
  - 4月23日 札幌 真駒内アイスアリーナ
    - チケット発売までされたがアーティスト側都合により中止[注 6]
- KISS Monster Japan Tour 2013（2013年）
  - 10月19日 千葉 幕張メッセ国際展示場9-11ホール
  - 10月21日 大阪 大阪城ホール
  - 10月23日・24日 東京 日本武道館
- 40th Anniversary Tour（2015年）
  - 2月23日 名古屋 日本ガイシホール
  - 2月25日 大阪 大阪城ホール
  - 2月26日 広島 広島サンプラザホール
  - 2月28日 利府 セキスイハイムスーパーアリーナ
  - 3月3日 東京 東京ドーム
    - Guest：ももいろクローバーZ[注 7]
- KISS End Of The Road World Tour（2019年）
  - 12月08日 仙台 ゼビオアリーナ仙台
  - 12月11日 東京 東京ドーム
  - 12月14日 盛岡 盛岡市総合アリーナ
  - 12月17日 大阪 京セラドーム大阪
  - 12月19日 名古屋 ドルフィンズアリーナ
- End of the Road World Tour（2022年）
  - 11月30日 東京 東京ドーム

### フェス
- UDO MUSIC FESTIVAL（2006年）
  - 7月22日 泉大津 泉大津フェニックス
  - 7月23日 小山 富士スピードウェイ